# Historia de Madonna en el cine

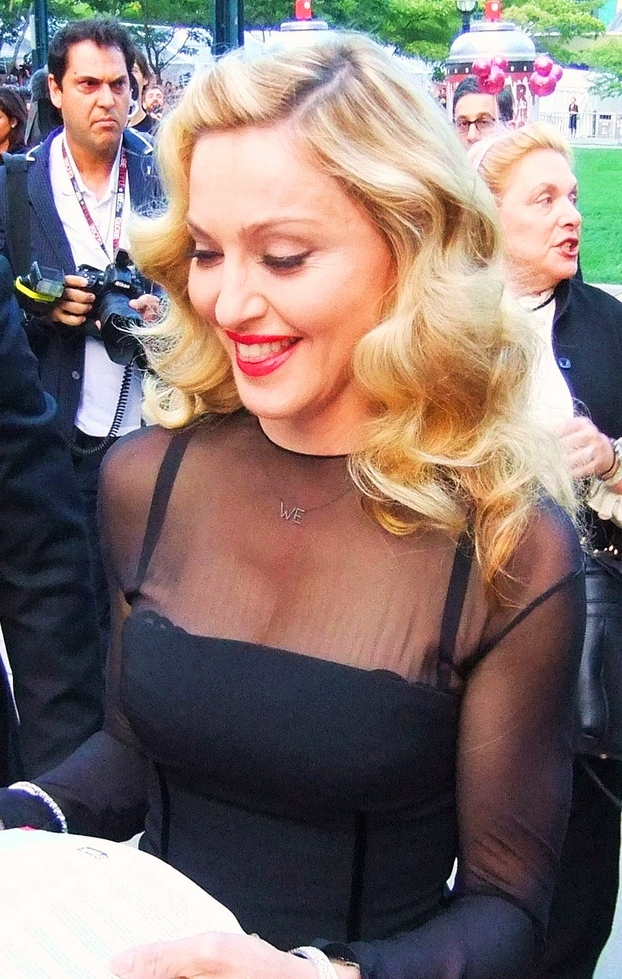
Madonna promocionando su segunda película como directora, W.E en el Festival Internacional de Cine de Toronto de 2011.

La historia de Madonna en el cine es variada y se le puede dividir en distintas facetas: como actriz, directora, productora ejecutiva, fuente de inspiración o como participante de las bandas sonoras de varios filmes. Su incursión en el séptimo arte data desde finales de la década de 1970 con A Certain Sacrifice, aunque profesionalmente sería hasta el año 1985 con las cintas Vision Quest y Desperately Seeking Susan. Su paso y relación con el mundo cinematográfico ha sido objeto de interés académico, derivado de los Madonna Studies o los estudios fílmicos (film studies). Su irrupción tampoco ha estado exenta de polémicas por diferentes razones y muchas escenas de sus cintas circularon en el mercado negro en la llamada «era analógica».
Su carrera musical la fue alternando con el cine paulatinamente. Si bien recibió evaluaciones positivas en algunas cintas, en la mayoría obtuvo críticas desfavorables sin precedentes y comentarios peyorativos de la prensa amarilla y dominante. Algo que contrasta con su aclamada trayectoria musical. Esto despertó el interés entre aficionados, académicos y el público en general. Como resultado, existe la creencia popular de que «Madonna es mala actriz». Las interpretaciones pueden variar de un comentador a otro, aunque bien, hay autores que han valorado sus esfuerzos y algunos de ellos concuerdan que se trata de un caso «único» e «inusual» en Hollywood. Varios escritores y la misma cantante denunciaron las críticas a priori que recibió antes de filmar o estrenarse muchas de sus cintas. Lo que provocó finalmente, que en 2007 la artista diera un comunicado que no volvería a actuar en una película. 
En el aspecto comercial, la mayoría de sus películas han sido un fracaso de taquilla. No obstante, según datos de Box Office Mojo la recaudación total de sus filmes la posicionan entre las 1 000 personas más taquilleras de todos los tiempos. Ha ganado diversos premios, incluido un récord de Golden Raspberry entregados a lo peor del cine, entre ellos el galardón a la peor actriz del siglo xx. Pero también recibió premios positivos, como el Globo de Oro a la mejor actriz de comedia o musical por Evita, y nominaciones a los MTV Movie o los Saturn. Igualmente ha establecido varios récords mundiales y tendencias de moda y culturales a través de estas obras. 
Su participación en bandas sonoras ha sido más favorecedora. En total, ha publicado tres álbumes como parte de su discografía y cantó varios temas para otras cintas. Estos discos y canciones se ubicaron entre las primeras posiciones de las listas musicales de éxitos en todo el mundo, entre ellas «Into the Groove» y  «Live to Tell» por nombrar algunos ejemplos. El sencillo «Crazy for You» fue capaz de desbancar del número uno a «We Are the World» en la cartelera Billboard Hot 100. Además, ganó un Globo de Oro a la mejor canción original con «Masterpiece» para la película que dirigió a principios de los años 2010 titulada W.E.. 
Algunos de sus metrajes se convirtieron en películas de culto, entre ellas Desperately Seeking Susan y En la cama con Madonna. Según varios historiadores culturales, la primera obra se convirtió en el epicentro de la tendencia  «Madonna wannabe», donde millones de jóvenes en el mundo imitaban el estilo de la artista a mitad de los años 1980. La última cinta tuvo un impacto social en la escena contemporánea, en especial entre la comunidad LGBT, siendo clave según varios expertos, como herramienta para normalizar el colectivo después de la crisis del sida. A la cinta también se le atribuye de dar formato a la telerrealidad.
La artista utilizó el cine para su sentido estético y como referencia en la realización de varios de sus videoclips y presentaciones en directo. Además, ha colaborado y mantenido relaciones personales con una gran variedad de actrices, actores y cineastas, entre ellos sus entonces maridos, Sean Penn y Guy Ritchie. Ella misma ha servido de inspiración en la carrera de otras actrices como Salma Hayek para el papel de Tale of Tales o el documental Katy Perry: Part of Me. También existen múltiples referencias sobre ella en diversas películas, ya sea una mención o que sus canciones hayan formado parte del aspecto musical.

## Historia

### Antecedentes

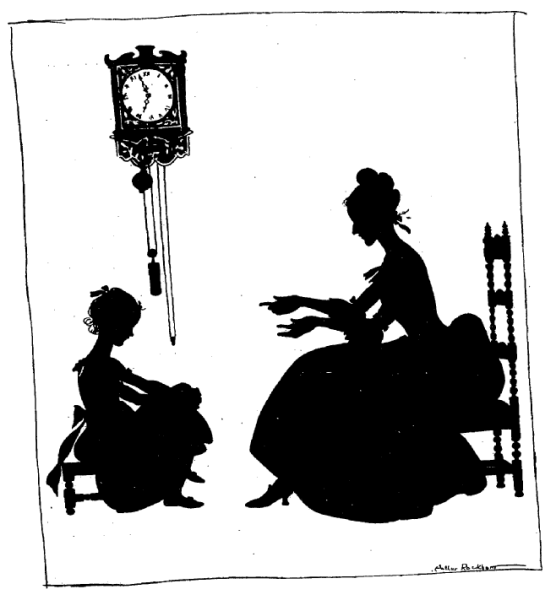
De pequeña, participó en teatro escolar con obras como La Cenicienta. También ayudó a fundar el club teatral en su centro educativo.

Su fascinación por el cine comienza desde que era una niña. En esa época sentía predilección por los filmes de los años 1930 y 1940, que según el biógrafo Leo Tassoni, «le permitían soñar y pensar en lo en lo que quería ser de mayor». Entre sus actrices favoritas figuraban Carole Lombard, Marilyn Monroe, Brigitte Bardot, Grace Kelly o Judy Holliday: «Amaba a todas, eran increíblemente divertidas... y me vi a mi misma en ellas... mi feminidad, mi conciencia y mi inocencia», destacó la cantante a la revista Time. La familia de Madonna nunca iba al cine y su padre pensaba que sus hijos debían hacer siempre algo productivo, por lo que solo les permitía ver televisión los sábados por la mañana. A veces, ella se iba a ver la televisión a casa de una amiga. En su adolescencia, participó en varias de las actuaciones que se organizaban en su centro educativo. Empezó a gustarle la dirección de películas durante su juventud cuando aspiraba a convertirse en bailarina de danza moderna.
Según varios biógrafos como Chris Dicker, Madonna se presentó a su primer concurso de talento en la escuela católica St. Andrew's a la edad de 10 años. En la presentación, vistió un bikini cubierta de pies a cabeza con pintura verde fluorescente. Hizo todo lo que pudo para llamar la atención y su actuación le valió una gran ovación. Más tarde, ayudó a fundar el club de teatro escolar y protagonizó las producciones de La Cenicienta y My Fair Lady.
No obstante, su hermano Christopher Ciccone en su libro Life with My Sister Madonna (2008), apuntó que sus biógrafos señalan que la actuación tuvo lugar en el St. Andrew's, pero él recuerda que fue en el West Junior High School, cuando tenía 12 años y su hermana 14. Escribió que ningún miembro de su familia tenía idea de qué iba a tratar la presentación. Describió que su hermana entró en escena vestida con unos pantalones cortos y un top y cubierta de pies a cabeza con pintura fluorescente verde y rosa, lo que creaba la ilusión de que estaba completamente desnuda. En palabras de Christopher, su padre pronto bajó la cámara con la que grababa por considerar dicha actuación como si se tratase de una cinta de clasificación X. Ciccone apuntó que nadie pudo quitarle los ojos de encima a su hermana. Así lo comparó con una de las escenas de Little Miss Sunshine y describió la actuación como «la más escandalosa que alguien haya visto en esa comunidad conservadora». La puesta en escena, donde también actuó la amiga de la artista Carol Belanger, duró tres minutos. Cuando las luces se encendieron, hubo pocos aplausos. Ciccone comentó que «todos en la audiencia estaban estupefactos».

### Primeros pasos: Audiciones y películas independientes
El primer metraje en el que Madonna participó es The Egg (ca. 1972 o 1974) cuando era una adolescente. Fue un proyecto escolar de su amigo y novio de la secundaria, Wyn Cooper. Lo filmó con su cámara Super-8, y en el clip se observa a una joven Madonna que se para frente a la cámara, toma en sus manos un huevo, lo rompe y lo deja gotear en su boca. La cámara observa cómo gotea el líquido por su barbilla y entre sus senos. Luego, ella se acuesta mientras su amiga Carol Belanger rompe un huevo crudo en su estómago. En un rápido giro surrealista, el huevo se fríe en su estómago, mientras Carol le pone sal y pimienta para comer de él. Ambas aparecen vestidas únicamente con un bikini. A la biógrafa Michelle Morgan le llamó la atención estas escenas y destacó el metraje tras ser parte de varios documentales sobre la cantante a lo largo de los años. Lucy O'Brien en Madonna: Like an Icon escribió que fue una cinta que se centró en su ombligo, que luego se convertiría en una especie de «marca» para ella. O'Brien propone que tras esto la cantante comenzó a explorar un interés en las artes que floreció cuando se mudó a Nueva York a finales de 1970.
Con el fin de perseguir su sueño de ser bailarina, se mudó a la ciudad de Nueva York en 1978. Al año siguiente en 1979, vio un anuncio que buscaba actores para aparecer en una película de bajo presupuesto llamada A Certain Sacrifice que se rodaría en la ciudad. Le escribió una extensa carta personal al escritor y director del filme, Stephen Jon Lewicki para poder participar en el proyecto. Intrigado por esta inusual petición, él accedió a darle un lugar en el elenco entre las más de 300 solicitudes que recibió. Además, las fotos que recibió de ella las describió de diferentes al resto de las chicas y fue algo que le provocó querer conocerla según apuntó J. Randy Taraborrelli en Madonna: An Intimate Biography. La participación en la película no iba a ser pagada, pero ella insistió en que le dieran 100 dólares por sus servicios; si bien Lewicki cumplió, le pidió a la artista que firmara un pequeño acuerdo legal de lanzamiento. Ella accedió y finalmente obtuvo el papel de Bruna, uno de los personajes protagónicos.
El filme requirió que el personaje de Bruna se desnudara y participara en escenas que en ese momento se describían como porno blando. En la película se ve a la artista cantando «Let the Sunshine In» del musical Hair y «Raymond Hall». Ambas son consideradas por los historiadores de Madonna como dos de las primeras interpretaciones vocales que se tienen registro de ella. Se estrenó años después, en 1985, coincidiendo con la fama internacional que adquirió tras publicar su segundo álbum de estudio, Like a Virgin. La cantante trató de boicotear su lanzamiento demandando al director, pero perdió el caso debido al hecho que había firmado un formulario de lanzamiento. Tras esto, la cinta se lanzó en VHS y vendió miles de copias en todo el mundo.
Mientras aún practicaba danza, empezó a interesarse en formar una carrera como cantante. Entre finales de los años de 1970 y principios de los 1980, formó dos bandas musicales: Breakfast Club y Emmy. En 1981, conoció a Camille Barbone en el Music Building, una agente de talentos para la disquera Gotham Records. Con una atrevida actitud, la entonces joven músico invitó a la cazatalentos a ver la presentación de su banda en el Max's Kansas City. Tras verla, Barbone quedó impresionada; notó mucho potencial en ella y la vio como una «una don nadie que estaba por ser alguien». Al poco tiempo, la hizo firmar con su compañía discográfica y se convirtió en su mánager. También le pagó clases de actuación, pues quería convertirla en una estrella de cine. No obstante, su profesora Mira «Madame» Rostova la encontró vulgar y poco femenina. Y dijo mientras se negó a seguir trabajando con ella: «Dudo que esta chica sea tomada en serio como actriz». Según el manual The I Hate Madonna Handbook, la clase duró tan solo un día. La cantante se quejó de la maestra por ser «mala» y las lecciones «demasiado difíciles», prefiriendo estirarse en el piso de su sala de estar y tomarse Polaroids.
Tiempo después, consiguió un papel en un proyecto de Curt Royston con la película In Artificial Light (fechada en 1983, pero su rodaje original fue en 1982), que consistía en escenas escritas por los propios actores. Durante su sección, recita una poesía redacta por ella y habla sobre su filosofía de vida. También canta el tema llamado «Hot House Flower» con su banda Emmy. La biógrafa Morgan comentó que si bien no la catapultó al estrellato, dejó una «mejor impresión» que A Certain Sacrifice. En 2010, la película fue mencionada por la National Film Preservation Foundation del Congreso de los Estados Unidos, mientras la Universidad de Nueva York adquirió los derechos de la obra. En ambos proyectos, In Artificial Light y A Certain Sacrifice, no aparece con el monónimo «Madonna».
Antes de sacar su primer álbum musical y ser mundialmente famosa, se tiene conocimiento que audicionó para diversos proyectos cinematográficos como Footloose, o La última tentación de Cristo de Martin Scorsese para el papel de María Magdalena alrededor del año 1983. También se presentó a casting para la serie de televisión Fame que comenzaría en 1982. De esta audición existe un videoclip. En 1990, un agente fotográfico puso a la venta un supuesto filme porno que estaría interpretado por ella antes de convertirse en una cantante.

## Carrera profesional: contexto

### Películas
Madonna despegó su carrera profesional en 1983, con el lanzamiento de su álbum homónimo. A escasos meses, se hace mundialmente conocida con la publicación de su segundo disco Like a Virgin en 1984. En su apartamento del SoHo de Nueva York, reflexiona sobre su situación y los pasos que le convendría dar a partir de ese momento. Ella también quería ser conocida en el cine, y casualmente, en el barrio vivía Susan Seidelman, quién había debutado como directora en la edición de 1982 del Festival de Cannes. Fichó a Madonna para su siguiente proyecto que se llamaría Desperately Seeking Susan, pues reunía las cualidades que buscaba para uno de los personajes protagónicos, ya que le pareció una persona interesante, inteligente, muy segura de sí misma y con una personalidad especial.
El rodaje de la película comenzó a inicios de 1984. Los directivos de Orion Pictures pidieron a la artista tomar clases de actuación de unas tres o cuatro semanas, que hasta entonces, su experiencia en actuación había sido casi enteramente de sus videoclips. Los productores no habían oído hablar sobre ella, aunque ya había disfrutado los frutos de su esfuerzo con su primer material discográfico. 10 meses más tarde, era tan famosa y su cotización se había disparado de tal forma que ya no se hubiesen dado el lujo de contratarla. A pesar de ser un metraje de bajo presupuesto y sin excesivas pretensiones, nadie se imaginó que se convertiría en una de las cinco películas más taquilleras de los Estados Unidos en ese año. Varios historiadores han destacado también, que nadie vio venir su meteórico ascenso, que en tan solo un año, desde el rodaje de la película, se convirtió en la artista más comercial de todos los tiempos. A principios de 1985, apareció en Vision Quest con un pequeño papel al interpretar a la cantante del bar.
Su segunda película es Shanghai Surprise de 1986, protagonizada junto a su primer y entonces esposo, el actor Sean Penn. Aquí, interpreta su primer y único papel de «mujer buena». El filme fue considerado por Rolling Stone como el primer fracaso en su carrera. Al año siguiente, en 1987, participó en ¿Quién es esa chica? que también se convirtió en un fracaso comercial aunque fue un filme popular entre los jóvenes de la época, en especial por la gira mundial del mismo nombre y álbum homónimo que tuvieron buena aceptación crítica y comercial. Tuvo un pequeño papel en la película Bloodhounds of Broadway de 1989, en la que apareció con cabellera oscura por primera vez en la gran pantalla.

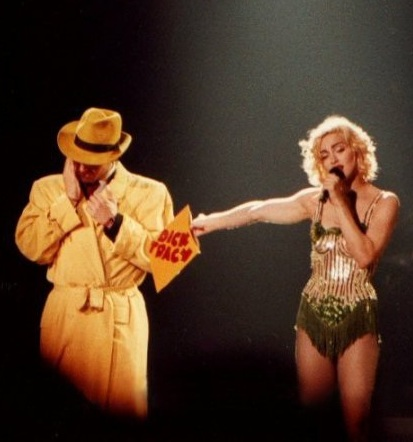
Madonna durante la gira Blond Ambition World Tour recreando escenas de Dick Tracy. Fue idea suya promocionar la película durante la gira.

La siguiente película que rodó fue Dick Tracy en 1990, considerada por el portal AllMovie como su perfil más alto hasta entonces. Mike Clark de USA Today declaró que con su papel de Suspiros Mahoney (Breathless Mahoney en inglés), le robó protagonismo al actor y director del filme, Warren Beatty. Para participar en esta cinta, fue la cantante quién se lo pidió en una llamada telefónica. De esta anécdota comentó: «Llamé a Warren y le dije que realmente quería el papel», aunque también señaló que estaba entre los últimos nombres en la lista de posibles candidatas. Inicialmente Beatty había seleccionado a Kathleen Turner para el papel, pero eligió a Madonna tras un año de negociación y cuando ella se ofreció a recibir un salario mínimo, en vez de una suma millonaria. Como resultado se le pagó solamente 1 440 dólares por semana. No obstante, en una perspicaz estrategia, la cantante estableció unos acuerdos sobre los derechos de difusión del filme con el fin de compensar los escasos honorarios del sueldo. Esto le reportó importantes ingresos.
El mismo año protagonizó su primera cinta-documental En la cama con Madonna (conocido en el resto del mundo como Truth Dare). El biógrafo Tassoni escribió que las escenas más sexuales se descartaron, aunque no tardaron en circular en el mercado negro. Al siguiente año, en 1991, Woody Allen la contrató para un pequeño papel en Shadows and Fog. Juan Sanguino de Vanity Fair comentó que aquí iniciaba su transición al papel de depredadora sexual que haría en sus siguientes cintas. En 1992, participó en A League of Their Own filmado por la directora Penny Marshall. El académico Georges-Claude Guilbert notó algo peculiar y dijo que la «película muestra una atmósfera de camaradería entre las mujeres que rara vez se encuentra en la pantalla». El siguiente filme que protagonizó fue Body of Evidence en 1993, como muestra de su ambición de convertirse en una actriz de categoría A-list. En los siguientes 4 años, obtuvo pequeños papeles y cameos en las películas de cine de autor: Dangerous Games de 1993 (conocida también como Snake Eyes), Four Rooms y Blue in the Face ambas de 1995, seguido de Girl 6 de 1996. Se dijo que había cobrado 4 millones de dólares por aparecer en Dangerous Games.
En 1996, se embarcó en la realización de la película Evita, descrita como una «producción de dimensiones colosales» y «el proyecto más ambicioso de Hollywood» en la década de 1990. El proceso para empezar la cinta tardó casi dos décadas, el presupuesto como resultado fue cambiando, así como una larga lista de directores y de candidatas propuestas, entre los que figuraron varios travestis e incluso marionetas para el papel protagónico. El nombre de Madonna fue una de las candidatas, aunque fue descartada y considerada en más de una ocasión. Meryl Streep se convirtió en los perfiles más altos desde finales de los años 1980. Con este preámbulo, muchos creyeron que nunca se filmaría, y en ese entonces, consideraron que era la única película en el mundo que se ha había vuelto famosa por jamás haberse filmado. En la Navidad de 1994, con el fin de asegurar el papel, Madonna escribió una extensa carta de ocho páginas al director explicándole porqué ella —y solo ella— podía entender (y representar) fielmente el personaje de Evita. Los medios lo describieron como un sueño personal de su parte, ya que no lo hacía por dinero o fama. La película en cifras movilizó un equipo de 600 personas, miles de extras, 70 toneladas de equipaje con al menos 1 000 uniformes militares, 85 cambios de vestuarios para la cantante y se rodó en tres diferentes naciones con un coste de unos 55 millones de dólares. En palabras de Vera Bercovitz para Vanity Fair, la actuación de Madonna tenía expectante a todo el mundo, que en ese entonces era la mujer más famosa y controversial del planeta.
La siguiente película que estelarizó fue The Next Best Thing en 2000, la cual tuvo un desempeño comercial pobre. En 2002, hizo un pequeño cameo en la película temática de James Bond, Die Another Day. El mismo año protagonizó Barridos por la marea, que representó el primer proyecto del matrimonio entre la cantante y el director Guy Ritchie. No obstante, su rendimiento crítico y comercial en los Estados Unidos fue tal que la distribuidora de la cinta en Reino Unido no la estrenó en los cines y optaron por publicarla directamente en DVD. Fue de las películas menos rentables del año. Bill Hoffmann del New York Post vaticinó que el rendimiento comercial fue tan malo, que era posible que la artista nunca volviera ha actuar en un papel protagónico. Efectivamente, cinco años más tarde, en 2007, se dio a conocer la noticia que Madonna dejaría de actuar en películas para centrarse en su carrera musical, mientras señaló ante los medios: «No me gusta mucho decirlo, pero decidí dejar la cinematografía». Según sus palabras los medios influyen mucho en el éxito o fracaso de sus películas: «¿Cómo puede tener éxito un filme si la gente dice que será un fracaso antes de que se haya presentado el proyecto? Así cualquier cinta está muerta antes de ser estrenada», advirtió.

### Dirección de películas, producción ejecutiva y televisión

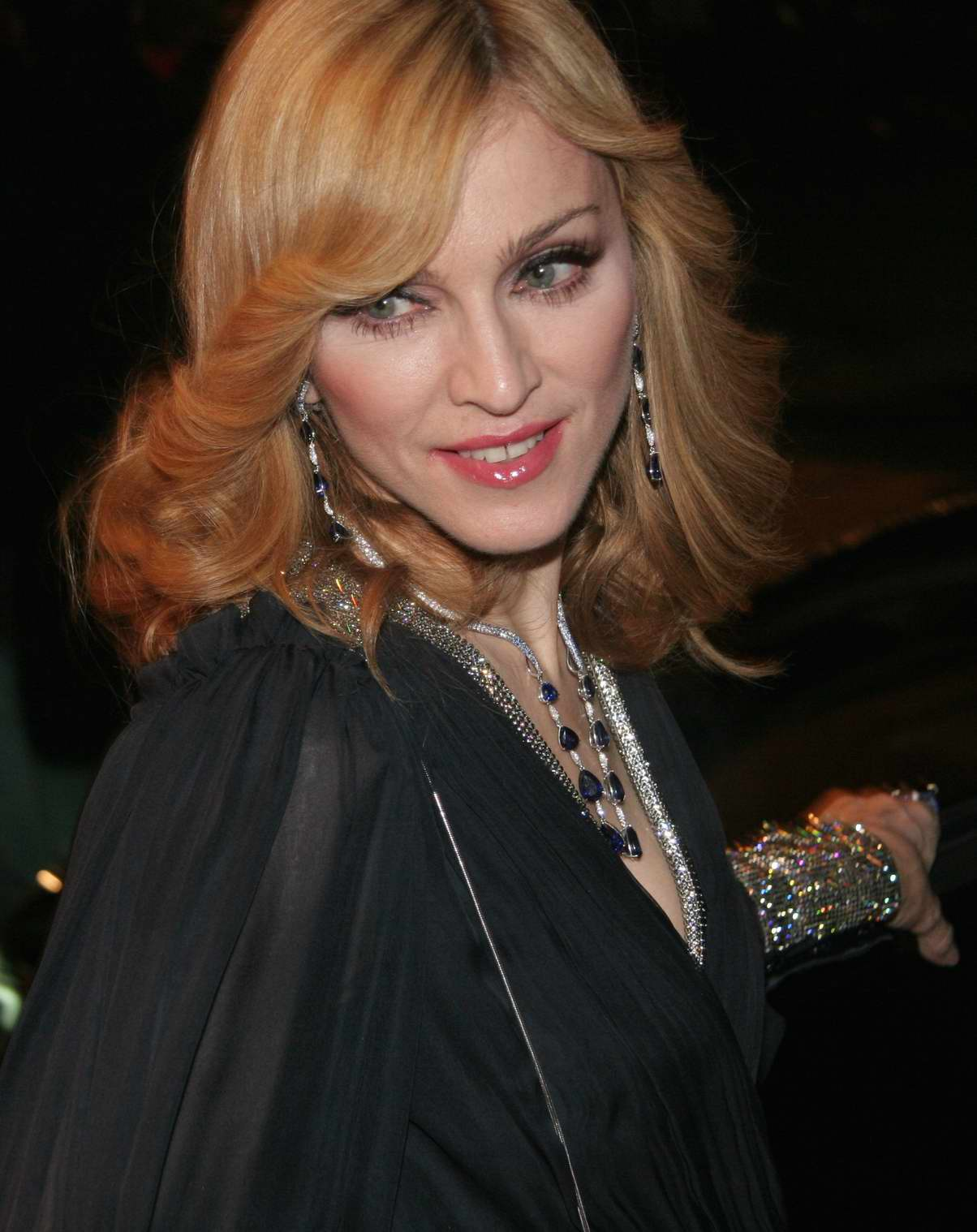
Madonna promocionando su documental I'm Going to Tell You a Secret en el que se involucró en su parte narrativa y como productora ejecutiva.

A principios de los años 1990, la artista fundó la compañía Maverick que incluiría más tarde entre sus divisiones a Maverick Films, una productora de televisión y películas creada en 2001. Entre sus filiales se incluyó a Maverick Records, una compañía discográfica que patrocinó varios de sus discos y bandas sonoras. Ella quería un control absoluto para su carrera profesional y lanzar desde su propia disquera la banda sonora de cada película con la que se asociara en el futuro. Según el director Chen Kaige, sus esfuerzos en Maverick junto con la distribuidora Miramax, hicieron posible que la cinta china Adiós a mi concubina (1993) llegara a un público masivo en los Estados Unidos.
No fue sino hasta después de Barridos por la marea en 2003, que continuó su carrera en el cine como productora y directora de películas. A diferencia de otros actores convertidos en directores, ella nunca ha actuado en ninguna de sus direcciones. Si bien, siempre deseó ayudar a financiar más películas, ya sea que actúe o no en ella. Empezó como productora ejecutiva en la película Agent Cody Banks de 2003 y su secuela Destination London en 2004. También fue la productora ejecutiva de Alyx y 30 days until I’m Famous, dos telefilmes de 2003 y 2004 respectivamente. Luego, protagonizó, produjo y narró su documental I'm Going to Tell You a Secret de 2005. Tras su estreno dijo: «Me encantaría dirigir, me he sentido muy inspirada haciendo esta película y he aprendido mucho sobre cómo se rueda un filme». Luego de abandonar sus operaciones y acciones en Maverick, fundó la empresa Semtex Girls en 2006, cuyo fin es la filmación de películas y programas de televisión. Su deseo de convertirse en directora lo cumplió en 2008, cuando estrenó el documental I Am Because We Are y la película Obscenidades y sabiduría. Su siguiente dirección fue W.E. en 2011. En 2013 estrenó su cortometraje secretprojectrevolution, seguido de Her-Story en 2017 para conmemorar el Día Internacional de la Mujer.
También ha participado en los detrás de escena de sus girasː Confessions on a Promo Tour y Confessions Tour: Behind the Scenes para el Confessions Tour, Sticky & Sweet Tour: Behind the Scenes en apoyo al Sticky & Sweet Tour, Inside the DNA of MDNA de la gira The MDNA Tour y World of Madame X del Madame X Tour. Otros proyectos cinemáticos incluyen el making-of de su libro Sex, llamado The Making of Sex de unos 60 minutos de duración donde incluyó sus veinte canciones favoritas en francés de cantantes como Édith Piaf, Charles Trenet, Joséphine Baker, Lys Gauty, Lucienne Delyle y Mistinguett. No obstante, no era su intención poner la película a disposición del público en general. De hecho, solo se hicieron cien copias para repartirlas entre amigos y colegas en la fiesta de lanzamiento del libro. Poco tiempo después, varios de estos ejemplares fueron copiados y vendidos en el mercado negro a varios cientos de dólares.
En 2003, hizo su debut en el horario estelar con el episodio Dolls and Dolls de la serie Will & Grace. La revista Entertainment Weekly incluyó su aparición entre las diez más memorables en la historia del programa. En 2006, prestó su voz para la cinta Arthur y los Minimoys. También fue la narradora del cortometraje Qandeel Baloch: A Very Short Story en 2016. Ha participado en algunos sketchs de Saturday Night Live. En uno de los episodios apareció junto a Lady Gaga. En 2012, participó en el espectáculo de medio tiempo para el Super Bowl. Fue el evento televisivo más visto hasta ese entonces en los Estados Unidos, con 114 millones de telespectadores, superando la audiencia del juego en sí mismo.

### Comerciales y obras de teatro

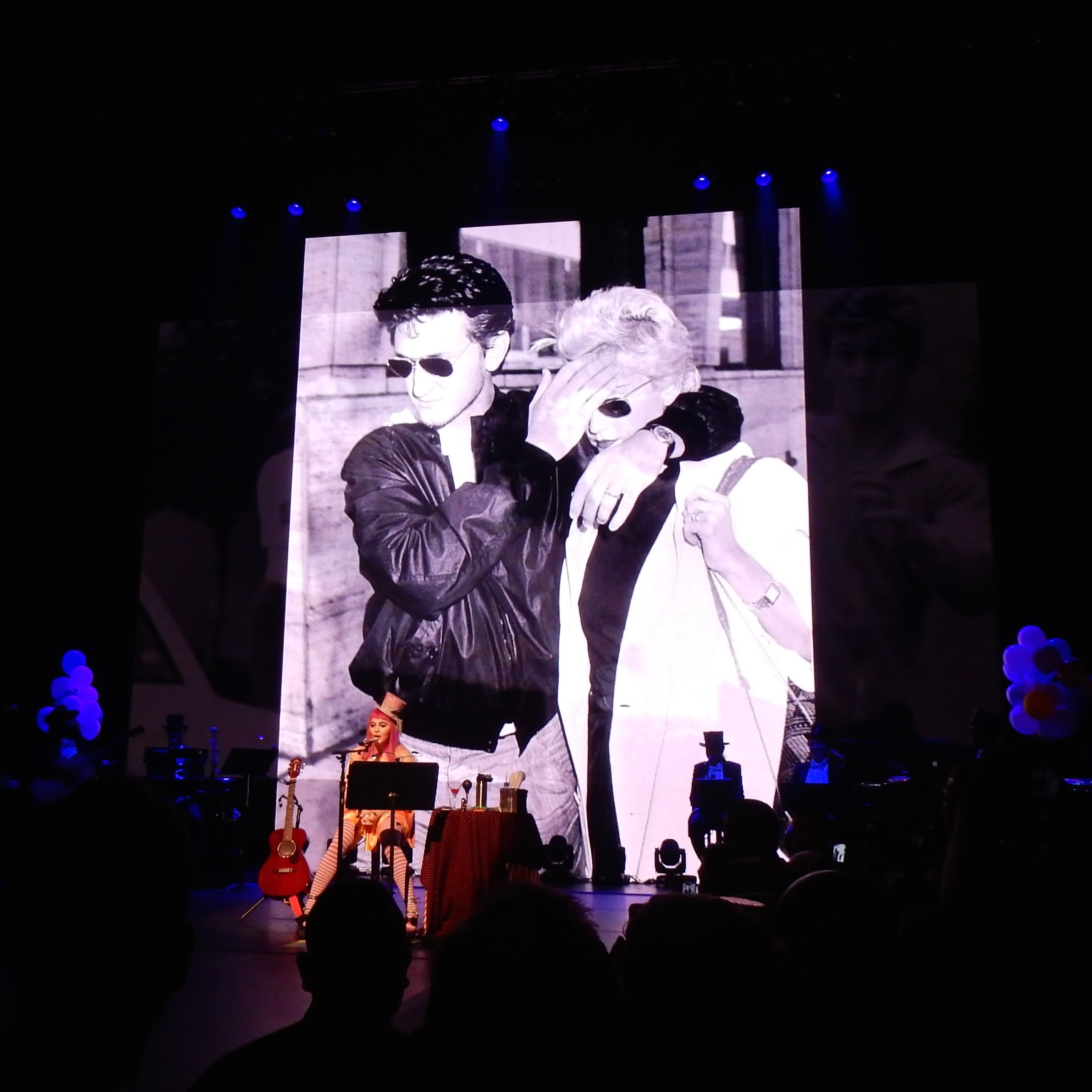
Madonna y Sean Penn de fondo (ca. 1985 a 1987).

Su participación en el teatro ha sido más reducida, con tres obras solamente en toda su carrera. La primera es Goose and Tom-Tom de 1986 que protagonizó junto a su entonces esposo, Sean Penn. La obra no fue exhibida al público y a la prensa, solamente ante una seleccionada audiencia invitada por el director. En 1988, luego de divorciarse de Penn y culminar su gira Who's That Girl? Tour, tomó una pausa en su carrera musical para protagonizar la obra de Broadway, Speed-the-Plow en 1988. Después de ser seleccionada en una intensa competencia entre 30 actrices, asistió a rigurosos ensayos durante seis semanas. Siempre fue puntual y enviaba flores a todo el elenco antes de que la obra se estrenara. Su nombre hizo que las entradas se agotaran con 6 meses de anticipación, lo que representó ganancias millonarias para los productores. Aunque la boletería cayó dramáticamente en un 60 % tras abandonar la obra. Su última participación en teatro fue en Up for Grabs, que también representó su debut en los Teatros del West End. Según su publicista, fue idea de la cantante de formar parte del elenco porque quería un nuevo reto en su vida y quería hacerlo en Londres; la ciudad donde residía en aquel entonces. Los boletos del Wyndham's Theatre incrementaron exponencialmente tras darse a conocer la noticia de su participación.
En su cinematografía también se cuentan varios comerciales «interpretados» por ella, considerados como cortometrajes. Su primer comercial es de 1987, que también representó su debut en la televisión japonesa. El anuncio publicitario en esta ocasión era para la compañía Mitsubishi. Tuvo un gran impacto en la población de la nación, aunque muchos dejaron de ver a la empresa como una «compañía conservadora». En 1995, realizó el comercial para promocionar la nueva bebida de Takara Shuzo, donde aparece vestida de samurái peleando con un dragón dorado. En 2007, promocionó el complejo de apartamentos de Brillia Mare Ariake ubicado en la nación nipona. En 2014, filmó el anuncio para promocionar sus productos de cuidados de la piel llamado MDNA Skin, que se lanzó únicamente en Japón.
En 1989, fue protagonista de la campaña mundial de Pepsi con el comercial Make a Wish. El video-anuncio de poco más de dos minutos, fue visto por alrededor de 250 a 500 millones de espectadores en unos 40 países. Sin embargo, solo se emitió una vez tras la presión internacional por parte del Vaticano y otros grupos conservadores de retirarlo producto del lanzamiento del videoclip «Like a Prayer», que mezcla sexualidad con imágenes religiosas. Además, varias cadenas televisivas se negaron a circular el anuncio y hubo muchas protestas públicas y privadas, sobre todo en Estados Unidos. Estos sucesos provocaron perdidas millonarias a la empresa, cuya campaña costó 30 millones de dólares, de los cuales 5 millones correspondía del pago que se le hizo a la cantante.
En 1990, fue pionera con un promocional para la primera campaña de Rock the Vote en asociación con MTV, cuyo fin es el de incentivar a los jóvenes a emitir el sufragio en los Estados Unidos. En 1999, filmó un comercial para Max Factor. En 2001, participó en el comercial The Hire: Star, dirigido por su entonces esposo Guy Ritchie para BMW. En 2003, participó junto a Missy Elliott en una campaña publicitaria para Gap. En 2005, apareció con otros músicos en un comercial de televisión para Motorola promocionando el ROKR E1. Los autores del libro Bitch She's Madonna vieron este anuncio como una metáfora de la transformación de la industria discográfica, que representó al teléfono móvil como dispositivo de consumo musical del nuevo milenio. En este modelo, la compañía ofreció un nuevo servicio por el cual el consumidor tenía acceso a todas las canciones a través de iTunes. En 2007, filmó el anuncio para promocionar su colección de ropa llamada M by Madonna en colaboración con H&M.
En 2010, participó en el spot para promocionar las gafas MDG Sunglasess de Dolce & Gabbana. En 2012, filmó el anuncio para promocionar su primera fragancia, Truth or Dare. No obstante, el clip de 30 segundos fue prohibido por la cadena ABC por mostrar imágenes sexualmente provocativas. Así solo se transmitió en la franja horaria posterior a las 9 p. m. para los espectadores adultos. En 2018, publicó un video en Internet para promocionar el Beauty Roller de la marca MDNA Skin. Recibió comentarios variados por sus gestos lascivos de doble sentido, mientras algunos compararon el aparato con un vibrador.

## Bandas sonoras

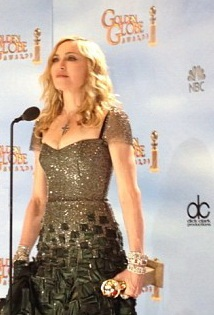
Madonna tras ganar el Globo de Oro a la mejor canción original con «Masterpiece» de su película como directora W.E. Su participación musical en las películas, destacó por encima de su actuación y dirección.

Madonna ha publicado tres discos como parte de las bandas sonoras en las películas que ha protagonizado y también ha colaborado con varias canciones para otras cintas, con las que encontró gran popularidad al acercarse a las primeras posiciones o llegando al tope en las listas de discos y sencillos de todo el mundo. Formó parte de la banda sonora de Vision Quest con «Gambler» y «Crazy for You» que representaron su primera colaboración musical para una película. Con el último tema pudo desbancar del número uno a «We Are the World» en la cartelera Billboard Hot 100. Después publicó «Into the Groove» como parte de Desperately Seeking Susan. La directora Susan Seidelman sugirió a la cantante escribir e interpretar un tema como parte de la banda sonora del filme y para tener así un elemento más de promoción. Madonna lo escribió junto a Stephen Bray y la canción alcanzó tanto éxito que los ejecutivos de Sire Records y Warner Brothers decidieron añadirla al tracklist del álbum Like a Virgin. Al año siguiente, en 1986, compuso una canción llamada «Live to Tell» para la cinta At Close Range, que protagonizó su entonces esposo Sean Penn. El sencillo también llegó al número uno del Billboard Hot 100.
En 1987 lanzó su primer disco de banda sonora llamado Who's That Girl para la película del mismo nombre. La canción homónima llegó al primer puesto del Billboard Hot 100, convirtiéndola en la artista femenina con más sencillos número uno en la historia de la lista hasta ese tiempo. El lanzamiento de este álbum, si bien no fue convencional al contar con solo cuatro de nueve temas escritos por la cantante, fue de importancia para Warner Bros. ya que todas las canciones comerciales del disco e interpretadas por ella llegaron a los primeros lugares en el mundo.
Su segundo disco de banda sonora es I'm Breathless, cuyas canciones, aunque inspiradas en Dick Tracy, no son parte del filme. En él se incluyó el tema «Vogue» que se convirtió en número uno en más de 30 naciones, incluido los Estados Unidos. El tema principal del metraje es «Sooner or Later», interpretado por la cantante, con el cual los compositores ganaron la categoría a la mejor canción original en la 63.ª entrega anual de los premios Óscar. Al poco tiempo, lanzó el tema «This Used to Be My Playground» que compuso para la cinta A League of Their Own, con el que llegó a la cima del Billboard Hot 100. Dos años más tarde, en 1994, colaboró con la parte musical de la película With Honors con «I'll Remember» que logró el segundo puesto en la misma lista estadounidense. También formó parte de la banda sonora de Il Postino recitando el poema «If you forget me» («Sí tu me olvidas» en español).
En 1996, publicó su tercera banda sonora llamada Evita, para la película del mismo nombre, del que ella es protagonista. Salió tres meses antes de ser estrenada la cinta. Si bien la mayoría de las canciones se adecuaban a su registro vocal, tomó lecciones de canto para alcanzar las notas en los temas de mayor dificultad. En el aspecto comercial, tanto el disco como los sencillos fueron bien recibidos por la crítica y el público. La versión que interpretó de «Don't Cry for Me Argentina» llegó a los primeros lugares de las listas internacionales. El diario argentino La Nación la consideró como una de las interpretaciones más famosas del tema original. «You Must Love Me» ganó la categoría de mejor canción original en la 69.ª entrega de los premios Óscar para sus compositores Tim Rice y Andrew Lloyd Webber.
En 1999, contribuyó en la banda sonora de la película Austin Powers: The Spy Who Shagged Me con el tema «Beautiful Stranger», del que le hizo ganadora de un premio Grammy a la mejor canción escrita para una película. Además, figuró como número uno en diversos países. Al año siguiente, fue la productora ejecutiva de la banda sonora del filme The Next Best Thing donde se encargó de seleccionar todas las pistas que en él aparecen. También incluyó su versión de «American Pie» que se ubicó en los primeros lugares de las listas mundiales y un tema inédito llamado «Time Stood Still». En 2002, interpretó la canción «Die Another Day» para la película del mismo nombre. Fue el sencillo para una película de James Bond que mejor se posicionó en las listas estadounidenses y del mundo desde 1985 con «A View to a Kill» de Duran Duran. En 2012, utilizó como tema principal a «Masterpiece» para la segunda película que dirigió llamada W.E. Esta melodía la hizo acreedora al Globo de Oro de la mejor canción original del año y estuvo nominada a la misma categoría en los World Soundtrack Awards. Muchos escritores como Francesco Falconi opinan que quizás el tema habría sido nominado a los premios Óscar pero se le excluyó porque no aparece en la película, solo en los créditos.

## Proyectos cancelados e ideas no materializadas
Madonna rechazó participar en varias películas. Ella misma planteó realizar otras que finalmente nunca se concretaron o su nombre fue propuesto para aparecer en otros filmes y series. Por ejemplo, el cantante Prince le invitó a participar en Graffiti Bridge pero ella declinó la oferta. En diciembre de 1990, decidió abandonar la película de Jennifer Lynch, Boxing Helena, que previamente había aceptado protagonizar, sin ninguna explicación para los productores. En 1999, tomó clases de violín durante tres meses para participar en el filme Music of the Heart, aunque eventualmente abandonó el proyecto citando «diferencias creativas» con el director Wes Craven. Desde principios de los noventa mostró interés en interpretar una película biográfica de Frida Kahlo.
Según el escritor británico David Bret, la publicista de la cantante lo contactó para que ella interpretara a La Miss, basándose en su libro The Mistinguett Legend, en una producción no especificada. Posteriormente supo que no era para una película, sino para un posible video promocional. En 2018, se dio a conocer a través de los medios que dirigiría Taking Flight, una biopic basada en la bailarina Michaela DePrince y una adaptación cinematográfica de la novela The Impossible Lives of Greta Wells de Andrew Sean Greer, aunque es una idea que se tiene desde al menos 2013 para este último proyecto. El mismo año se dio a conocer a los medios que estaba en negociación con Netflix en un proyecto de alto secreto, pero que apuntaban según los indicios a una posible serie o documental sobre su vida en Lisboa. Según el libro Madonna, se presentó a casting para aparecer en las películas Basic Instinct y Casino.
En su momento se habló de una posible colaboración con Pedro Almodóvar, quien apareció en el filme En la cama con Madonna. Herbert Ross pensó en ella para interpretar a Blaze Starr en una película y Ray Stark le propuso protagonizar una cinta sobre Libby Holman. Su nombre fue propuesto por Kevin Costner para The Bodyguard. Su entonces marido, Guy Ritchie pensó en ella para que protagonizara una película que iba a dirigir. En 2015, Dan Wootton del diario británico The Sun informó que la compañía Bunim/Murray Productions le había ofrecido hacer su propio programa de telerrealidad.
Su vida y obra ha sido objeto de interés por directores como Dexter Fletcher (2019) y estudios cinematográficos como Universal Studios (2017) para realizar biopics de ella. No obstante, la propia artista en respuesta a la iniciativa de Universal dijo: «Nadie sabe lo que he vivido y he visto. Sólo yo puedo contar mi historia, cualquiera que lo intente es, simplemente, un embaucador y un iluso, buscando el beneficio instantáneo sin hacer apenas esfuerzo. Este es un gran mal en nuestra sociedad». En 1994, la cadena Fox había anunciado el lanzamiento de una serie televisiva sobre su vida.

## Reseñas a su carrera cinematográfica
N.B.: La siguiente sección y subsecciones representan una idea general por parte de un reducido grupo de comentaristas.

### Contexto

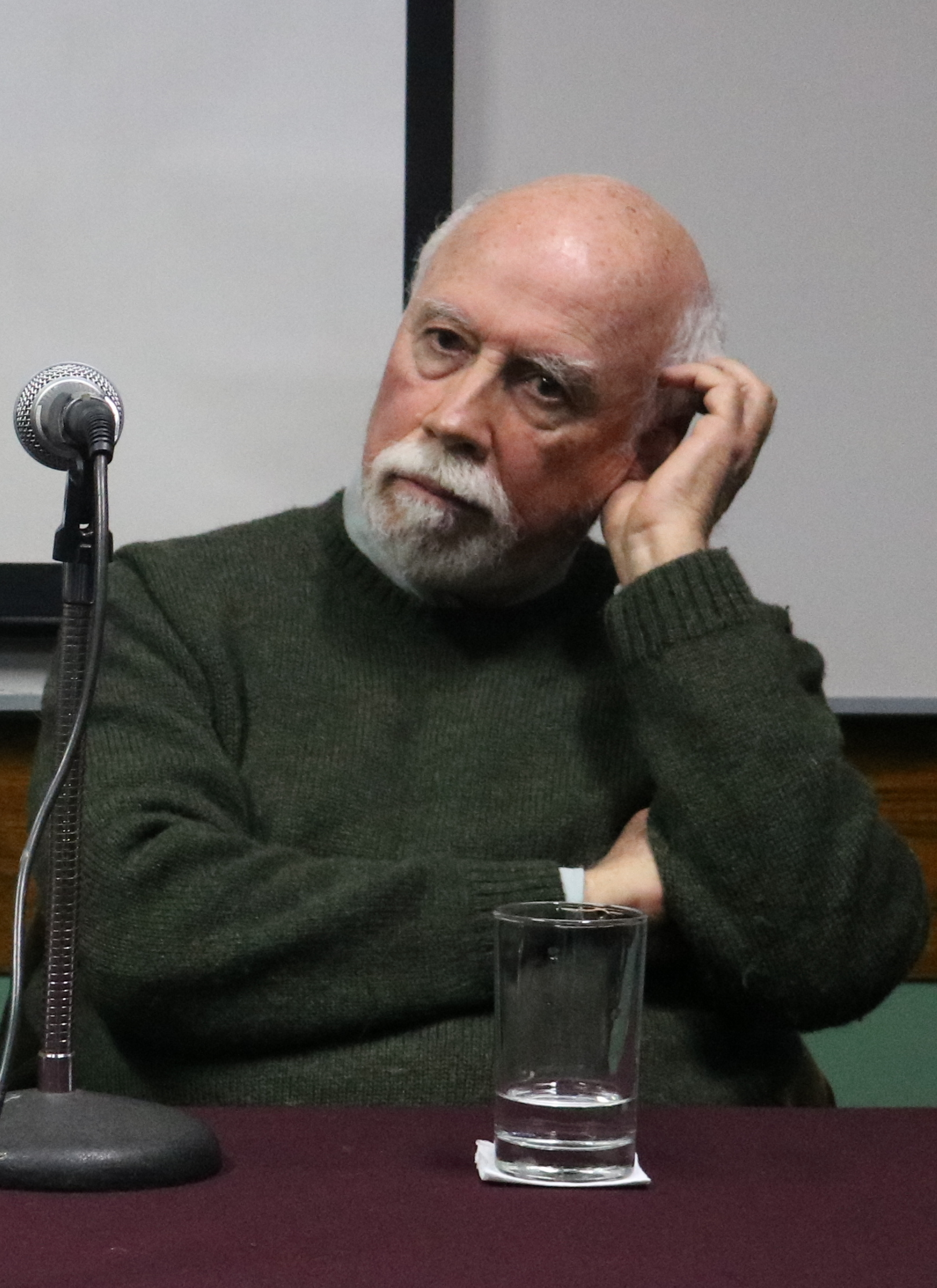
El crítico cinematográfico Isaac León Frías, desde muy temprano en la década de 1980, era de los comentaristas que no le auguraban futuro en el cine.

La participación de Madonna en el séptimo arte ha dividido la opinión de los críticos cinematográficos, del teatro, la prensa y del público y aficionados en general, pero la mayoría de sus esfuerzos han sido ridiculizados. Algunos medios han calificado de «mixta» su carrera cinemática en cuanto a recepción crítica, comercial y capacidad de actuación, aunque para otros es en el mejor de los casos «irregular». El escritor Francesco Falconi advirtió que los evaluadores le cogieron tanto gusto a sus apariciones en las películas que la criticaron a priori. En una ocasión la periodista de Los Angeles Times, Mary McNamara defendió las hirientes críticas que ha recibido en su carrera como actriz al indicar que ella «parece incapaz de aprender del trabajo», por lo que la pregunta no debería ser «¿Por qué todos son tan malos?» con ella, sino más bien «¿Por qué Madonna sigue haciendo esto?».
En este preámbulo se ha ganado la reputación de ser una «mala actriz», idea que han apoyado a la par de los críticos, varias actrices, actores y directores como su entonces esposo, Guy Ritchie quién la descartó para participar en su película Revolver tras haber visto las escenas de pruebas que grabó para él. En otro proyecto, Matthew Vaughn se enfadó con Ritchie por considerar a su esposa para protagonizar una de sus películas. Otras actrices han sido Jennifer López o Patti LuPone. Patti mencionó que la cantante «es una experta en arruinar películas». No obstante, su exesposo Sean Penn cree que sigue sin «explotar» su talento como actriz.
Tras cumplir 30 años de carrera en 2015, Lily Rothman de la revista Time recordó las palabras de la artista cuando dijo que mientras planeaba hacer más álbumes, su ambición era convertirse «en una gran actriz». Allí, Rothman comentó que si bien, protagonizó varios filmes, eso «nunca se materializó». En la biografía del portal AllMovie se escribió que «tiene uno de los currículums más angustiantes en la pantalla grande», y ha demostrado que sea cual sea el papel: «seductora, primera dama argentina martirizada, madre soltera, maestra de yoga, etc, sus habilidades como intérprete logran socavar cualquier producción que lleve su nombre». La revista Complex también mencionó que con excepciones, en la mayoría de sus papeles es «sofocante emocionalmente». Caryn James, crítica cinematográfica para The New York Times señaló que las películas representan el eslabón más débil de su carrera profesional.
Su carrera actoral es a menudo comparada con la incursión al cine de Elvis Presley, quien tampoco tuvo éxito. Para estos comentaristas, ambos artistas demostraron que no importa cuán excelente reputación pueda tener un cantante, o el éxito en el Billboard Hot 100 no se traduce en aplausos similares en la taquilla. No obstante, la periodista Liz Smith destacó que «a diferencia de Presley, ella se esfuerza, se preocupa y lo intenta, mientras parecía que Elvis no». Es algo con lo que concuerda Matt Singer del canal IFC, quien además destacó que «la cantante no necesita del dinero para participar o hacer un filme, porque lo que se ve que es algo que disfruta hacer». En otras comparaciones y de acuerdo al biógrafo Morton, si bien sus giras, álbumes y videos fueron ampliamente elogiados, «la artista más visual del mundo siempre se mostró continuamente frustrada de no haber conquistado la única montaña artística que más le importaba, que era el cine». Esto contrasta con la carrera de otras cantantes que han incursionado en el séptimo arte, como Cher o Whitney Houston, quienes encontraron mayor solidez comercial dentro del cine. Por el contrario, los productores de Hollywood la vieron como una cantante exitosa pero una «bomba de taquilla».

### Interpretaciones y propuestas
Son varios autores que han dado varias interpretaciones al rendimiento crítico y comercial de su carrera cinemática. En un sentido general, Rodrigo Fresán comentó que ella es una gran actriz de clips musicales y una pésima intérprete en películas. Según Fresán, el error en sus filmes se centra en que «parecen obligadas a seguir sus estados anímicos y estéticos». Pero advirtió que «una cosa es escucharla, y otra es verla, por lo que ella no parece entender que tal vez tenga algo de gracia no hacer de Madonna». No obstante, para Singer, suele estar en su mejor momento cuando está interpretándose «así misma». El autor de referencia también notó que en el mundo de la música, ella es la que suele ser imitada, pero en la cinematografía, ocurre lo contrario. Robert Ham para Portland Mercury también destacó este punto y propuso que «está en su mejor momento cuando suele interpretarse así misma», como en el documental Truth or Dare.
En otro punto similar, Jeremy Kinser de Queerty.com mencionó que el personaje de Madonna «es tan fuerte que desde entonces ha tenido problemas considerables para convertirse en otro personaje». Este pensamiento lo comparten otros escritores, como Andrew Morton, que en su libro Madonna, lo calificó como el causante de su fallida carrera como actriz al mencionar: «Su personalidad en sus actuaciones, tan efectiva en sus videos y conciertos, ha sido el defecto fatal [...] Se ha codeado con el Óscar, pero aún no lo ha ganado». Al igual que Fresán, el académico Douglas Kellner sostiene que la cantante es una buena actriz en sus videoclips y ha recibido la aclamación de los críticos. Son clips considerados obras de arte y mini-películas donde «hace evidente su amor genuino y general por el cine», destacó Kellner. En este preámbulo, el biógrafo Adam Sexton en el libro Buscando desesperadamente a Madonna sugiere que los productores antes de hacer una película con la artista, deben estudiar y ofrecerle un personaje como los que hace en sus mejores vídeos.
Su hermano Christopher Ciccone, si bien defiende las capacidades de actuación de su hermana, declaró que la única culpable de su fracaso en su carrera cinematográfica, es ella misma, debido a que ha arruinado sus posibilidades en el industria ya que «siempre ha insistido en hacerse cargo durante la filmación». Detalló: «Cuando abandona ese control y permite que otras personas lo lleven, consigue mejores resultado como con Evita. Su mala elección y su excesivo control han provocado que su carrera como actriz sea lo que es». A esto se le suma lo que Ham de Portland Mercury comentó que su ego descomunal cause que siga tratando y como consecuencia que «su carrera resulte en una filmografía llena de actos lamentables, cameos extraños y mucha piel desnuda». También añadió que «cada movimiento cinematográfico que hace parece tan calculado y ensayado como sus actuaciones en directo que no deja nada al azar, lo que resulta en algo malo para una actriz».
De forma similar a Ciccone, la periodista Smith comentó que la artista «ha tomado algunas decisiones terribles». Observó que sus actuaciones son desiguales, ya que se le puede ver rígida por un minuto y convincente al siguiente. Para la periodista, esto es algo que le pasa cuando es la estrella, «justamente cuando es el objeto de atención total del público». La autora de referencia también vio otros problemas. Por ejemplo, destacó que a veces la cantante es probablemente demasiado independiente y autónoma, lo que es generalmente acertada con respecto a su música, pero no al cumplir la visión de otra persona como en las películas. Señaló también que la relajación ha sido su problema, sobre todo cuanto más famosa se volvió.

### Contrarespuestas
El portal de Televisa destacó que ha tenido poco éxito, aunque posee una trayectoria significativa en Hollywood. Eirck Lappin de VIX.com notó que ha participado en películas con complejos personajes, a la vez que mencionó: «Quizás si ella no es la cantante que ha actuado en más películas, debe estar cerca. Al menos, el número de filmes en las que ha participado supera el número de álbumes de estudio que publicó».  El escritor estadounidense David Schmader se inspiró en ella para celebrar el festival a lo peor de la actuación con Almost Human: Madonna on Film de 2009 en el Central Cinema, en donde se examinó cómo «la más grandiosa estrella del pop mundial, se convirtió en la peor actriz del mundo». Al respecto, la crítica de arte para Seattle Times, Moira Macdonald describió el caso de la cantante como «el arte de la mala actuación».
Como contrarespuesta a las críticas de esa creencia popular que se tiene de ella o al menos como un punto de vista totalitario de que es «mala actriz», hay muchos autores que aseguran no es del todo cierto. Muchos de ellos, creen, incluyendo la propia Madonna, que ha sido un efecto arrastre por circunstancias variadas. A menudo, estos medios han elaborado listas o artículos que expresan estas contrarespuestas. Joe Lynch de Billboard elaboró su propia lista de «las 5 películas de la artista que no "apestan"». Incluyó a Desperately Seeking Susan, Madonna: Truth or Dare, A League of Their Own, Who's That Girl y Evita. El escritor australiano Clint Morris elaboró las 10 mejores apariciones en la gran pantalla de la cantante conmemorando su cumpleaños número 50 en 2008.
María Fernanda Mugica del diario argentino La Nación es una de las que apoya a la cantante, al mencionar que en ciertas películas su «desparpajo y sentido del humor le permiten brillar; en otras no le alcanzan ni el talento ni el oficio». En vida, la periodista Liz Smith fue una de las que compartió esta idea. Destacó que «Madonna se esfuerza y no es del todo una mala actriz», ya que «tiene una cierta confianza descarada que enloquece a los revisores». Aclaró que tampoco es una «asesina en serie de películas». Lappin de VIX.com también señaló que tiene «algo de talento para actuar». Singer del canal IFC mencionó que «si bien tiene algunas películas terribles, ha hecho un par de filmes buenos». También mencionó que «verla actuar es como ver a Michael Jordan jugar al béisbol. Puede ser frustrante, lamentable pero también inspirador», señaló. En una oportunidad, la propia Madonna dijo:

Creo que la mitad de mis películas han sido buenas y la otra mitad han sido una mierda. Tengo dos cosas trabajando en mi contra. Una es que tengo mucho éxito en otra área y es muy difícil para la gente [...] Además, porque estuve en una serie de películas realmente malas, le ha dado a la gente una licencia para decir: "Oh, ella no puede actuar, no puede hacer esto, no puede hacer eso". Pero, sinceramente, puedo pensar en actores y actrices galardonados con un Óscar que han hecho más películas de mierda que yo.

Juan Sanguino de la revista Vanity Fair elaboró una lista de las películas de la artista «ordenadas de peor a mediocres». Si bien, fue crítico a la hora de comentar, en resumen dijo que «si algo tienen en común sus 15 películas, es que Madonna hizo cosas que nadie más estaba haciendo en aquel momento. Eso no la convierte en una buena persona, ni falta que le hace, pero sí la convierte en una leyenda», terminó diciendo.

## Perspectiva cronológica de críticas
N.B.: Las siguientes críticas son solo "algunos" ejemplos. Para ver una mayor completitud dirigirse a los artículos respectivos.

### Críticas como actriz

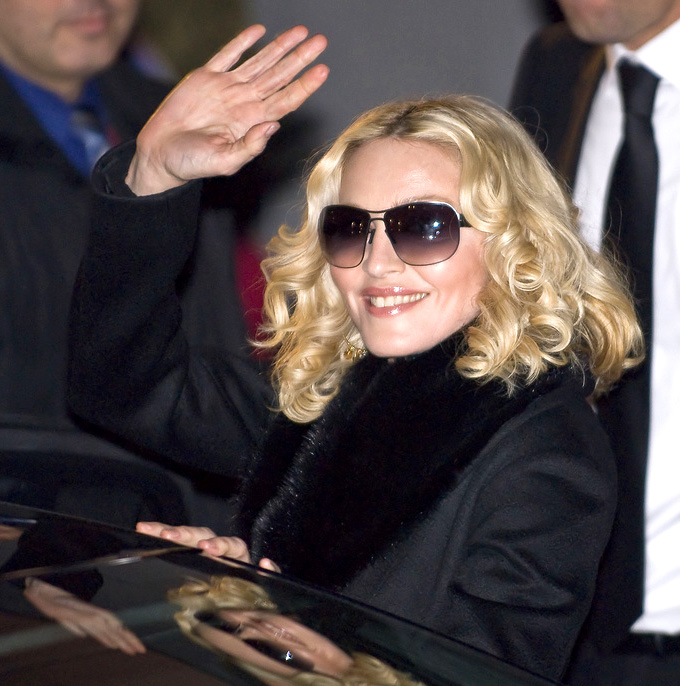
Madonna promocionando su primera película como directora, Obscenidades y sabiduría de 2008. Algunos críticos explican que tras el desprecio que recibió en Barridos por la marea, provocó que continuara su carrera cinematográfica como directora y productora de cine, pues no ha vuelto a protagonizar ninguna película desde entonces.

Las primeras críticas las obtuvo en Desperately Seeking Susan, que representó su debut en el cine comercial. Aquí dio vida a un personaje que para muchos, Madonna se interpreta así misma. Según el biógrafo Leo Tassoni, todo tipo de revistas y publicaciones dedicaron por lo menos algunas líneas a comentar su actuación. A algunos les pareció excelente, mientras a otros les pareció que se limitaba a estar en escena. En otro aspecto, algunos comentaron que si su actuación no hubiese sido mínimamente buena, la película no hubiese podido tener nunca tanta aceptación. El éxito internacional que iba teniendo como cantante, con sus sencillos y videoclips, hicieron que el protagonismo y la publicidad del filme se basara en ella. Algo que también sostuvo la revista chilena Hoy, mientras notaron que esto provocó que la directora pasara desapercibida. En ese momento, la prensa criticaba el meteórico ascenso de Madonna, citando sus supuestas palabras que «en 20 años sería una gran actriz». Ella desmintió haber dicho que «le llevaría 20 años ser una gran actriz», en cambio, recordó que lo que dijo «era seguir actuando dentro de los próximos 20 años y no estar haciendo videos pop para MTV».
Sus siguientes dos películas en los años de 1980, Shanghai Surprise y ¿Quién es esa chica? recibieron críticas universalmente negativas. La periodista Liz Smith destacó que «tras Shanghai Surprise ninguna actriz había detonado la furia de los críticos como lo hizo la cantante». Con Dick Tracy recibió críticas relativamente positivas, aunque la prensa prestó más atención a su noviazgo con Warren que a la película en sí, de acuerdo a las palabras de Yago García de Cinemanía. En la cinta-documental En la cama con Madonna recibió críticas positivas.
Las críticas más positivas hasta entonces las recibió con el pequeño papel que interpretó en A League of Their Own. No obstante, pronto se vio ensombrecida por la publicidad negativa del múltiple lanzamiento con su empresa Maverick, que incluyó el libro Sex (más una cinta sobre esta obra), su disco Erotica y el filme Body of Evidence de 1993. Su actuación fue universalmente ridiculizada y criticada por los comentaristas, incluso con el avance, mucho antes de estrenarse en la sala de cines. Roger Ebert la incluyó en su lista de las películas más odiadas de la historia, mientras declaró: «Hay que verlo para creerlo, algo que no aconsejo». Caryn James para The New York Times también señaló que «es quizás una de las peores películas jamás filmadas», aunque dijo que parte del problema con este filme en sí era su guion.
En los siguientes tres años mantuvo un perfil bajo con pequeños cameos y roles en las películas de cine de autor: Blue in the Face, Four Rooms, Girl 6 y Dangerous Game. En la mayoría de ellas fue mal recibida por la crítica. Aunque desde el punto de vista de la perioidsta Smith y de otros comentaristas, Dangerous Game representó uno de sus mejores papeles en su carrera. La propia artista dijo: «Aunque es una película de mierda y la odio, fui buena». Los actores que trabajaron con ella en Four Rooms: Tim Roth, Lili Taylor e Ione Skye criticaron su actuación. Algunos evaluadores destacaron, no obstante, su participación como «uno de los puntos altos de la cinta».
Con Evita recibió en su mayoría críticas favorables, las más altas en su carrera como actriz. Aunque algunos comentaristas le dieron críticas variadas, como la actriz Patti LuPone quién mencionó que «su actuación fue un pedazo de mierda». Juan Sanguino de Vanity Fair comentó que «si bien, existe una impresión generalizada que hizo una gloriosa interpretación, no es del todo cierto». En The Next Best Thing recibió las burlas de los críticos, especialmente por su actuación y por utilizar un marcado acento británico. El estreno de esta cinta casi coincidió con el galardón que los premios Razzie le concedieron como la peor actriz del siglo xx. La periodista Sandra Barneda notó que tras el fracaso de taquilla del filme, la crítica aprovechó «para cargar contra ella».
En su siguiente película Swept Away algunos comentaristas alabaron la naturaleza de su actuación. Pero fue en general, destrozada por la crítica, incluso antes de estrenarse, debido a que su participación en el Festival de Cannes fue cancelada y por los comentarios filtrados de la audiencia de prueba. Así, se esparció la idea de que la «película apestaba». El periódico New York Daily News le dio una calificación sin precedentes de 0 estrellas, mientras el New York Post cuestionó que si la cinta se trataba de una «especie de broma» del matrimonio. El crítico cinematográfico Rex Reed para New York Observer apuntó que «si hay algo peor que una película de Guy Ritchie, es una película de Guy Ritchie con Madonna». El experto en cine para CNN, Paul Clinton y la crítica en general se preguntó por qué su esposo le había dado un papel «tan terrible y degradante». Con el cameo que hizo para Die Another Day en 2002, Yago de Cinemanía escribió que aquí «se vio a la cantante más fuera de lugar que nunca». En general, no recibió buena crítica.

### Críticas como directora y a sus obras de teatro

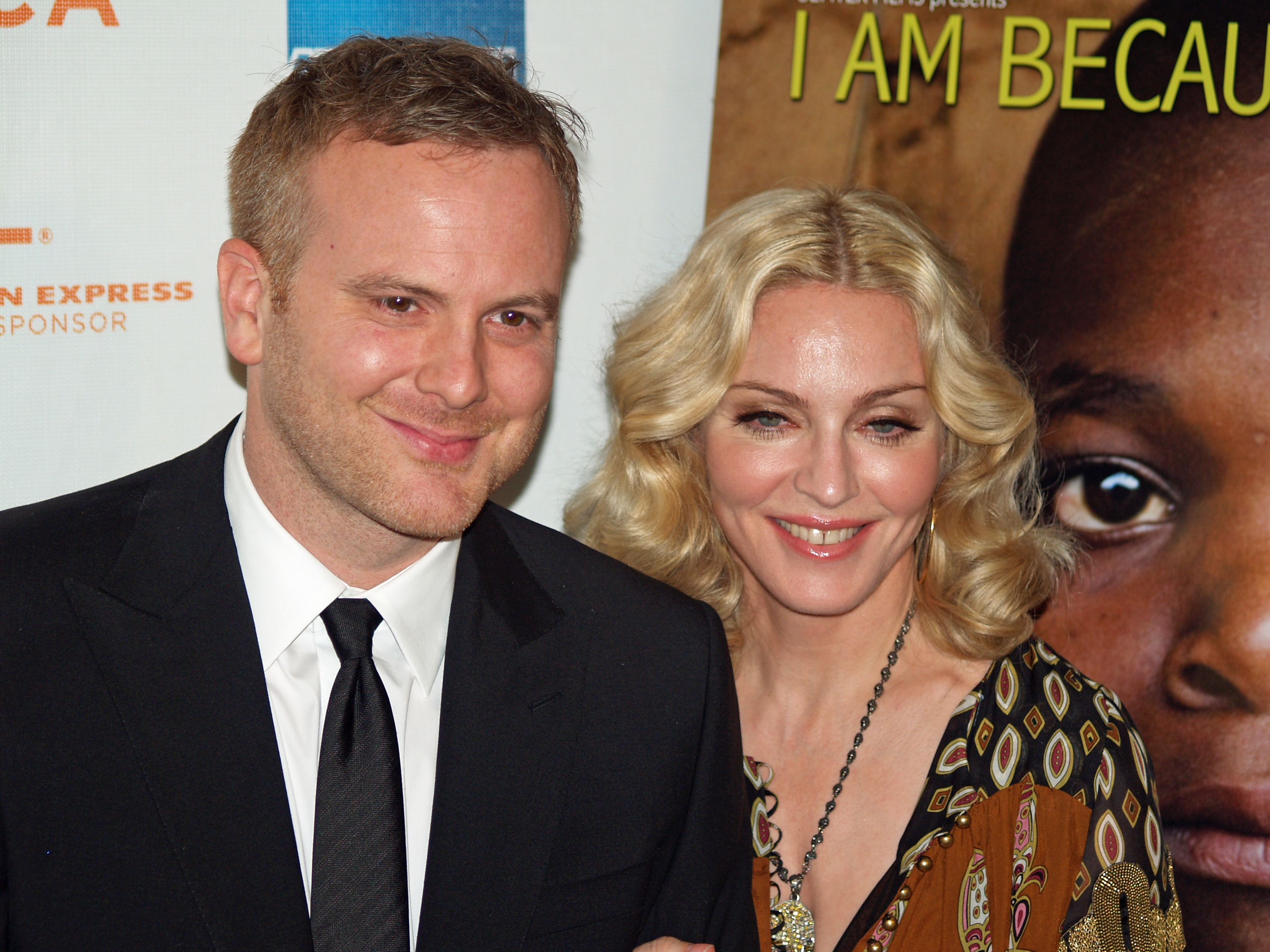
Madonna promocionando I Am Because We Are. Recibió críticas positivas

Su primera obra de teatro, Goose and Tom-Tom no fue revisada por la crítica, pues solo se presentó ante una pequeña audiencia de celebridades en el Lincoln Center, quienes le dieron amables reseñas. En la siguiente obra Speed-the-Plow, si bien los críticos elogiaron el proyecto, se mantuvieron escépticos ante las habilidades de actuación de la artista. El crítico cinematográfico John Simon escribió sarcásticamente para la revista New York que la intérprete bien «podía pagar algunas lecciones de actuación». David Richards, crítico de teatro para el Washington Post apuntó que ella fue el elemento «más débil» de la obra, mientras el New York Daily News dijo: «No. No sabe actuar». Otros fueron más sutiles como el New York Post quien escribió que «Madonna aún no está preparada para las luces de Broadway».
La cantante mencionó que el hecho que su personaje Karen en Speed-the-Plow no fuera lo que ella pensaba la deprimía realmente y cada noche se retiraba con la sensación de haber sido derrotada. Lamentó y a la vez denunció ante los medios: «Todo el mundo me veía como una zorra, siniestra y mala. No me dí cuenta hasta mitad de los ensayos porque David no dejaba de cambiarme el texto para hacerme cada vez más zorra, una pequeña bruja cruel y manipuladora. Así que en medio de este proceso me consternó que la idea del personaje no era la correcta en absoluto. Fue una experiencia realmente traumática». En su última obra de teatro, Up for Grabs recibió críticas variadas. El crítico de arte para The Guardian, Michael Billington notó que la audiencia la ovacionó pero esto no fue por su logro, sino «por el concepto vacío de celebridad».
| [...] Lo esperaba. Hay personas que se oponen violentamente al hecho de que exista en esta Tierra, así que estaba agradecida de que hubiera personas a las que les gustara —Madonna hablando sobre Speed-the-Plow. |

Su primera película como directora es Obscenidades y sabiduría, donde recibió críticas negativas. El crítico cinematográfico Peter Bradshaw para The Guardian, escribió que tras haber sido una «actriz terrible» en muchas cintas, aquí se graduó de «directora terrible». Su segunda película como directora, W.E fue casi universalmente criticada, aún antes de ser lanzada. Medios mencionaron palabras como: «Extraordinariamente estúpida»; «tan mal dirigida que no parece dirigida en absoluto» o «parece un documental sobre una pija que va de compras». Otros pocos le dieron críticas positivas y ganó ciertos aplausos, incluyendo al Daily Mail y a The Daily Telegraph, quien describió la historia de «audaz» y «segura». Algunos lo calificaron como «visualmente impresionante». No obstante, el periodista Nikki Finke mencionó que en el caso de Daily Mail probablemente tenía que ver más por su larga y problemática historia con la cantante: En 2009 la artista les ganó una demanda multimillonaria por su cobertura casi siempre negativa hacía ella.
Tras presentar W.E en el Festival Internacional de Cine de Toronto, la artista le dijo a la crítica que analizaran la película y no a ella. Argumentó que no le importaban que los análisis fueran negativos, siempre y cuando se centraran a sus capacidades cinematográficas y a la cinta, no a ella. Además señaló: «Sé cuando se está analizando mi película y cuando se me está analizando a mí personalmente [...] Así que cuando se refieren a la película, entonces sí me importa». El productor Kris Thykier también se quejó de las críticas hirientes que fueron dirigidas en su mayoría a la directora y expresó: «Cuando está implicada una entidad icónica y mundial, es interesante ver cuánta gente reacciona a ello y si la gente puede juzgar la película sin su propio bagaje o qué han sentido por Madonna durante 30 años».
En su rol de documentalista ha obtenido mejores críticas. Por ejemplo, con el estreno de I Am Because We Are fue bien recibida en el Festival de Cannes y con gran expectativa en el Festival de Cine de Traverse City, donde fue invitada por su fundador y amigo Michael Moore. Se convirtió en la visita de una celebridad más importante en ese entonces en la historia del Festival de Traverse. Los críticos lo describieron como un documental «abrasador», «reflexivo» y «poderoso».

## Relaciones personales

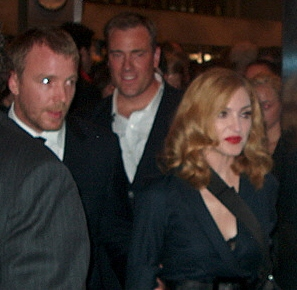
Guy Ritchie y Madonna en 2005.

Madonna ha mantenido relaciones personales con varios actores y cineastas, que de alguna manera han influido en su incursión al mundo del cine. Al respecto, Robert Ham de Portland Mercury señaló que la artista «permitió a su corazón guiarla a participar de desastrozas películas con las relaciones que mantuvo con sus esposos y novios». Conoció a su primer esposo Sean Penn, durante el rodaje del clip «Material Girl». Él era un actor de 24 años en ese entonces que empezaba a cotizarse. La cantante ya conocía a su hermano, Christopher Penn, quién había utilizado su tema «Burning Up» para uno de sus filmes. La cantante y Penn estuvieron casados durante 4 años y protagonizaron la película Shanghai Surprise y la obra de teatro Goose and Tom-Tom. Conoció a su segundo esposo, Guy Ritchie en 1998 en una fiesta de la casa de Sting. Se casaron en 2000 y estuvieron juntos 8 años hasta su separación en 2008. Juntos, realizaron algunos proyectos como la película Barridos por la marea o el videoclip «What It Feels Like for a Girl». La artista le acompañó a Malta cuando rodó Love, Sex, Drugs and Money. Tras el estreno del documental I Am Because We Are, el matrimonio adoptó un hijo en Malaui.
Hay quienes aseguran que ella estuvo casada con Ritchie buscando perfeccionar su actuación y aprender nuevos trucos. La revista Cinemanía comentó que ella se convirtió en musa de sus peores años de su carrera, pues para la revista, el director sufrió una «fuerte sequía creativa» desde 2000 hasta 2008, justo el tiempo que estuvo casado con la artista. No obstante, el propio director admitió que haber estado casado con ella le ayudó en su carrera cinematográfica al decir: «Todo fue más rápido en mi carrera gracias a mi matrimonio y también, por qué no decirlo, gané más dinero». Al momento de estrenar su segunda película como directora, W.E agradeció a sus exesposos Penn y Ritchie, por inspirarla a seguir una carrera como directora. De esto mencionó al respecto: «Me siento y sentí atraída hacia gente muy creativa y es por lo que me casé con Penn y Ritchie, dos directores con mucho talento... Ambos me animaron como directora y como persona creativa a hacer lo que hice, y ambos me apoyaron mucho».
A principios de la década de 1990, mantuvo un breve romance de unos quince meses con Warren Beatty al tiempo que grabaron Dick Tracy. Juntos asistieron a varios eventos cinemáticos como a la premier de Goodfellas. Él apareció en la cinta-documental Truth or Dare, al igual que Pedro Almodóvar entre otros actores y directores. Algunos, como su hermano Christopher Ciccone, mencionaron que su relación se trataba nada más que un producto de mercadeo para Dick Tracy y también para alimentar los mitos de Madonna como «devorahombres» y Warren como «el idóneo amante en Hollywood». Al poco tiempo salió con el actor Tony Ward, siendo ella 12 años mayor que el actor. Según varias notas de la prensa, ella abortó en al menos una ocasión producto de esta relación. Ward participó en muchos de sus clips musicales como «Justify My Love» y «Cherish», así como en la elaboración de su libro Sex. Entre 1997 y 1998, mantuvo un romance con el entonces joven director británico Andy Bird.
Varios actores han trabajado con ella en otros proyectos, como los casos de Helmut Berger e Isabella Rossellini en el libro Sex. Muchos de ellos aparecieron en sus videoclips musicales, comoː Terrence Howard en Ghosttown, Danny Aiello en «Papa Don't Preach», Christopher Walken en «Bad Girl». Sofia Coppola y Debi Mazar aparecieron en «Deeper and Deeper», mientras Rupert Everett lo hizo en «American Pie» y Mike Myers en «Beautiful Stranger». Le concedió entrevistas a las actrices Carrie Fisher y Elizabeth Banks para las revistas Rolling Stones (1991) y Billboard (2016) respectivamente. También le concedió una entrevista a Harry Dean Stanton para la revista Interview en 1985. En su casa en Londres, hacía reuniones con muchas personalidades, incluyendo directores o actores, como cuando invitó a ver el primer episodio de la serie Los Soprano. Muchos otros han asistido a sus conciertos.
Por otra parte, si bien nunca ha sido nominada a un Óscar, la artista ha apoyado a la Academia apareciendo en las alfombras rojas. En la ceremonia de 1991, apareció junto a Michael Jackson vestida al estilo de Marilyn Monroe portando joyas con el valor de 20 millones de dólares. La artista interpretó la canción que ganó el Óscar en esa noche, «Sooner or Later» de su película Dick Tracy. El hecho que asistiera con Jackson, que desde antes ambos eran conocidos como «El rey y la reina del Pop» despertó el morbo de la prensa mundial. El diario estadounidense La Opinión describió que esto «marcó un hito en la historia de las alfombras rojas». Su siguiente interpretación en directo para una ceremonia en los Óscar fue en 1997 con el tema «You Must Love Me» que también ganó el premio a la mejor canción original. Además, desde hace años ha organizado varias after-party donde comparte con los nominados y ganadores. Con el transcurrir del tiempo, su modalidad empezó a ganar gran popularidad entre las celebridades y los medios de comunicación. También ha asistido a las fiestas de Óscar de otras personas y medios, como el caso de la revista Vanity Fair, vista como rival de su evento.

## El cine como influencia

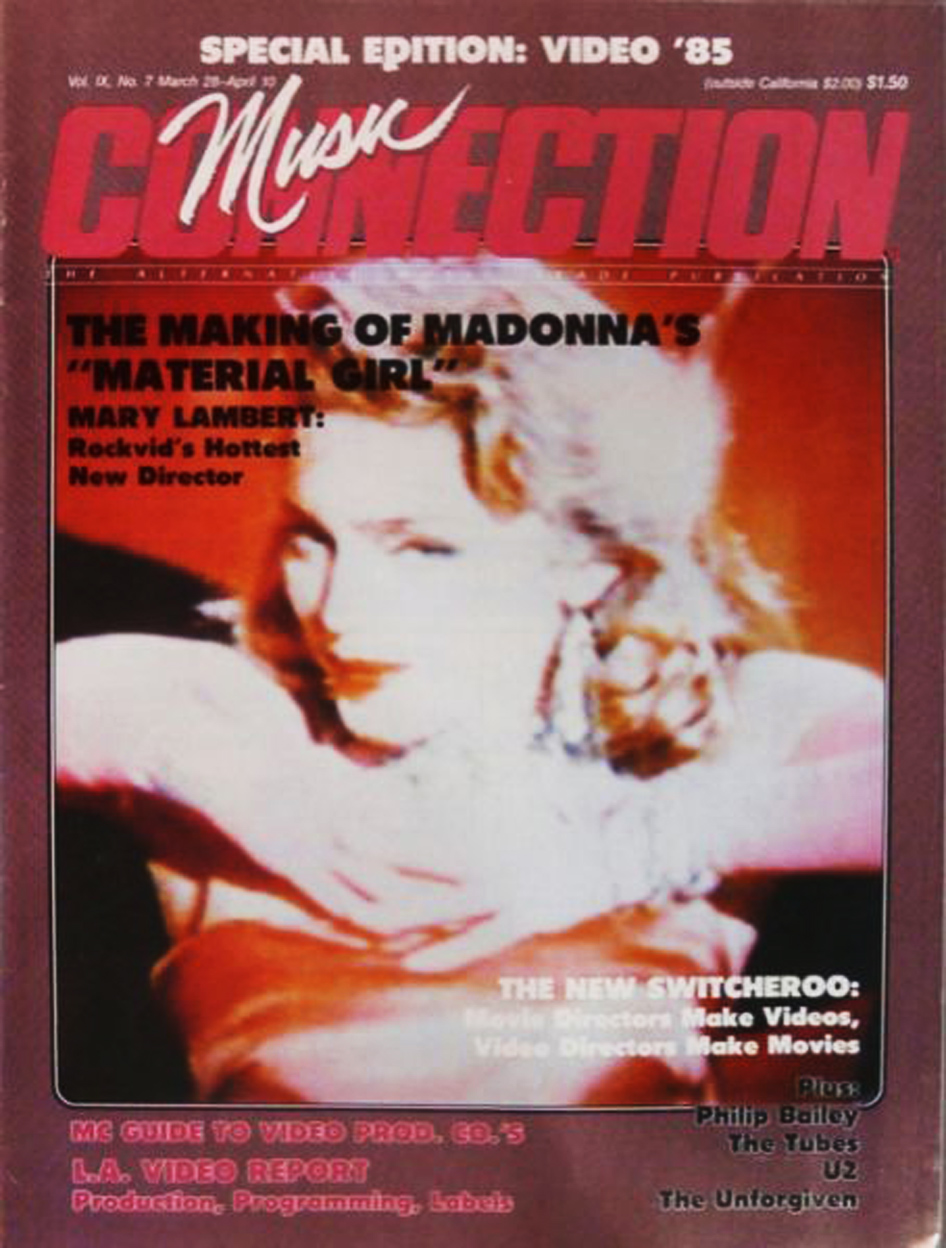
El videoclip de «Material Girl» es un claro ejemplo de la influencia del séptimo arte en la obra de Madonna.

Las mayores referencias en su vida y obra provienen de la gran pantalla, más que del mundo musical. Según escribió Andrew Morton en el libro Madonna de 2002, «ella ha estudiado más sobre cine durante mucho más tiempo del que le ha interesado la música». En la biografía que Douglas Thompson hizo de ella en 1992, apuntó las palabras de la cantante: «La música sigue siendo muy importante para mí, pero siempre tuve un gran interés en las películas, y la idea de que solo podría hacer discos por el resto de mi vida me llenó de horror. En definitiva quiero dirigir películas». En otra oportunidad recalcó: «Siempre me he visto a mí misma como actriz».
Los autores de Bitch I'm Madonna también hablaron de la revolución que supuso el videoclip en la industria con la aparición de MTV en los años de 1980. Aunque el formato cambió entrando en el siguiente decenio, provocando que muchos artistas se quedaron en el camino, como sucedió con muchos actores tras la aparición del cine sonoro. En esta antesala la propia Madonna consideraba que la clave del éxito estaba en el cine más que en la música y debido a esto estuvo gran parte de su carrera buscando su consagración como actriz.
Para algunos, la mayor contribución de Madonna en el cine han sido los homenajes que ha hecho en toda su obra, con los videoclips, portafolios fotográficos y presentaciones en directo, utilizando imágenes, la narrativa, cinematografía y vestuario entre otros detalles de varias actrices y filmes. El escritor P. H. Davis, escribió que «la cantante no roba estas cosas, sino que simplemente hace referencia a ellos en el marco de su propio cuerpo de trabajo». Para el filme Who's that Girl, estudió varias comedias de los años 1930, especialmente las de Carole Lombard.
El académico Georges-Claude Guilbert apuntó que dos actrices en particular, están constantemente vinculadas a Madonna: Mae West y Marlene Dietrich. También mencionó a Marilyn Monroe, o al menos lo fue en los años ochenta y principios de los noventa, cuando se inspiró repetidamente en ella. La prensa las comparó de forma constante pero se volvió menos habitual a partir de 1995, según lo que propone Guilbert. En palabras de la propia cantante, las actrices que más han influido son Judy Holliday y Lombard por sus «inocencia y sentido del humor». También mencionó en la entrevista que Harry Dean Stanton le hizo en 1985, algunos de sus directores favoritos o que deseó trabajar con ellos como lo eran Bob Fosse, Martin Scorsese y Jamie Foley, así como Roman Polanski, Mike Nichols y George Stevens.
Muchos biógrafos y críticos han vinculado características múltiples en su personalidad y su sentido estético con varias actrices. Guilbert, mencionó por ejemplo, que West fue una mujer poderosa, como lo es la cantante, a quién le llamaron «The Madonna of Queers». De Dietrich, mencionó que fue La Venus Rubia y la cantante es la Ambición rubia. Ambas reinventaron constantemente sus estilos y su apariencia física. No obstante, Dietrich no disfrutó en vida de los constantes homenajes de Madonna a ella en lo absoluto. El biógrafo de la actriz, Steven Bach, apuntó que cuando escuchó los planes de una nueva versión de El ángel azul, planeado para ser interpretado por la cantante, dijo: «Actué con "vulgaridad", Madonna es vulgar». En el caso de Monroe, Guilbert dijo que «la diferencia entre ambas es que la cantante no es una víctima. Ella toma el control de todo, mientras Marilyn no lo hizo». Él encontró parecido a la cantante con actrices como Jean Seberg y Kim Novak en el videoclip «Papa Don't Preach». Varios académicos han incluido como ejemplo a Madonna de cómo los artistas se han visto influenciados por el cine de Bollywood al realizar coreografías al estilo hindú o utilizar su indumentaria.

### Obras citadas
Las referencias más constantes al séptimo arte se encuentran en sus videoclips. Por ejemplo, «Material Girl» está inspirado en su totalidad en la película Los caballeros las prefieren rubias. «Open Your Heart» tiene influencias estéticas de cintas como El ángel azul y Gilda. Para los clips de 1989: «Express Yourself», «Oh Father» y «Like a Prayer» se inspiró en las películas Metrópolis, Citizen Kane y Mississippi Burning respectivamente. El videoclip de «Bad Girl» fue inspirado por las películas Looking for Mr. Goodbar y Der Himmel über Berlin. El video de «Vogue» de 1990, representa más variedad de referencias, como de la cinta-documental Paris is burning o El expreso de Shanghai. El videoclip del mismo año, «Justify My Love» toma inspiración de El portero de noche. Para los videos de 1998, «The Power of Good-Bye» y «Frozen» se inspiró en filmes como The Thomas Crown Affair y Humoresque de 1946 en el primer caso, y El paciente inglés en el caso de «Frozen». También usó referencias de White Heat para su canción del mismo nombre al incorporar la voz del actor James Cagney, y El jardín de cemento para el tema «What It Feels Like for a Girl».
Algunos autores han visto similitudes en sus otros proyectos, como sus propias películas y presentaciones en directo. En el caso de Dietrich, la profesora Marjorie Garber vinculó su influencia en los clips de «Open Your Heart», «Express Yourself» y «Vogue». El académico Guilbert la relacionó con el filme Who's That Girl? o el pelo afro-rubio que la cantante utilizó en su gira The Girlie Show World Tour y describió que el proceso palimpsestuoso en esta gira «es extremo», donde incluso mezcló elementos de las películas La naranja mecánica y Cantando bajo la lluvia. Para la presentación de «Keep It Together» en el Blond Ambition World Tour de 1990, se inspiró en la cinta Cabaret. Algunos autores notaron que el vestuario que utilizó en la presentación de los MTV Video Music Awards en 1990, estuvo inspirado en Dangerous Liaisons.
Para la elaboración de su primer libro, Sex creó un personaje inspirado en la actriz Dita Parlo. En la presentación de 1991 de los premios Óscar, su estilo estuvo inspirado en la moda de las actrices de los años 20, 30, 40, 50 y principios de los 1960, especialmente en Jayne Mansfield y Monroe. El académico Guilbert mencionó que su rostro evocaba también el de Ava Gardner, Dietrich y Lauren Bacall.

## Controversias

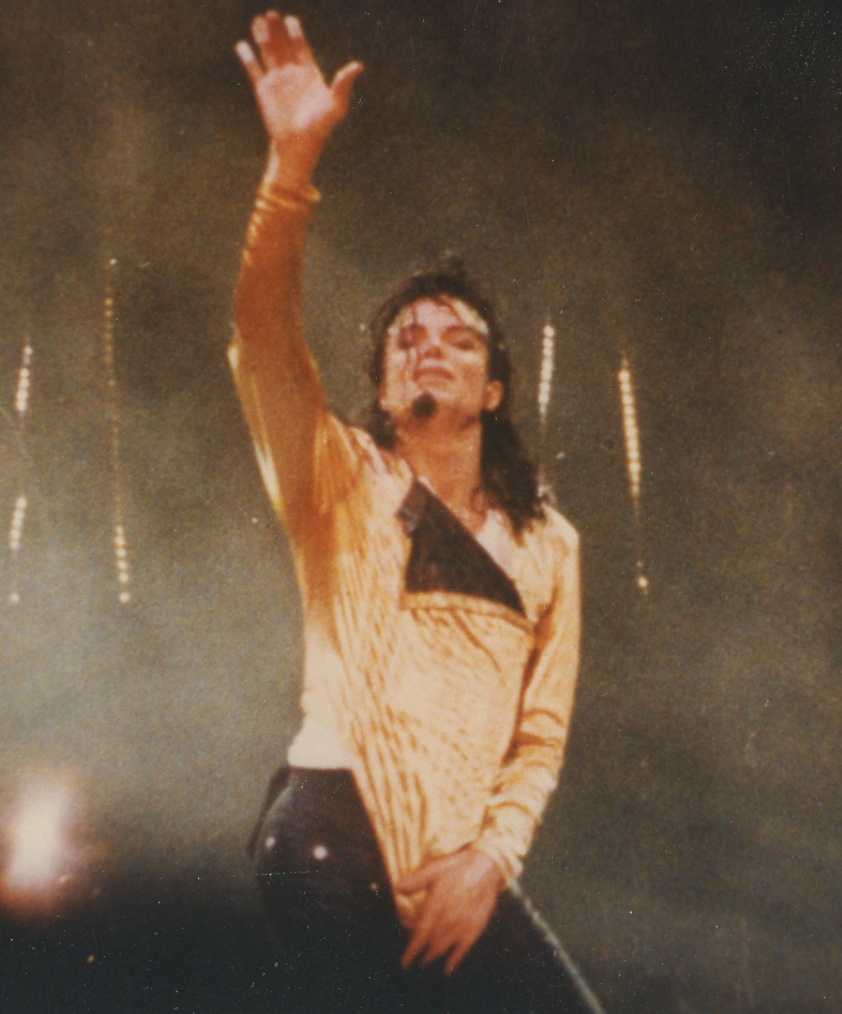
Michael Jackson un año después de la aparición que hizo con Madonna en la ceremonia de premios Óscar de 1991.

La carrera cinematográfica de Madonna también se ha caracterizado por generar polémicas de diversa índole. Su actitud y películas de entre 1990 a 1993 estuvieron generalmente envueltas en escándalos durante este período experimental y transgresor de su carrera, descrito por muchos historiadores y expertos en ella como «su era más sexual». En 1992, ganó el Sour Apple Award otorgado por los Golden Apple Awards a los actores por su comportamiento (difíciles o groseros). Billy Crystal la introdujo como «la porción NC-17 del show» cuando interpretó «Sooner or Later» en los premios Óscar de 1991, y si bien ella se las arregló para ofender sutilmente a la audiencia conservadora al improvisar la letra del tema diciendo «háblame, General 
 Schwarzkopf» en alusión a la invasión estadounidense a Kuwait; la presentación fue destacada por el público y la prensa. Un grupo de críticos cinematográficos de Rolling Stone la incluyeron entre «las 20 mejores presentaciones musicales en los Óscar» que se han hecho.
El periodista Julián Ruiz redactó una nota sobre su aparición con Michael Jackson en la ceremonia de los premios Óscar de 1991. Contó los antecedentes, la cual era una cena que ambos músicos tuvieron para organizar los preparativos al evento, en donde desde un primer momento, la cantante ejerció el papel de depredadora o casi de dominatrix. Para romper el hielo, ella pasó a recogerlo en su automóvil a su hogar y en las primeras frases de conversación en el restaurante, le quitó a Jackson las gafas negras que llevaba puestas, lanzándolas al otro lado del salón y le dijo: «Ahora eres realmente mi hombre, porque puedo verte tus ojos». Unos minutos después el cantante quedó viendo el pronunciado escote que ella llevaba puesto, por lo que Madonna con una sonrisa lasciva le cogió la mano derecha y se la metió entre sus pechos y le preguntó «¿Que te parecen mis tetas?». Lo siguiente que ella hizo fue dejar caer un trozo de pan dentro de su escote para luego comérselo de forma sugerente.
La pareja de músicos asistió a la fiesta que se hizo en el restaurante Spago una vez culminada la ceremonia de premiación de la Academia. Ella pronto lo abandonó al enterarse de la presencia de su exnovio Warren Beatty y a pesar de que éste iba acompañado de la actriz Stephanie Seymour, su pareja de ese entonces. Madonna a la vista de Jackson coqueteó con Beatty mordisqueándole la oreja, besándole el cuello y restregándose contra él. Diana Ross al darse cuenta del desplante que la intérprete le hizo a su amigo Michael, le acompañó y le comentó que la cantante era una «hortera». La artista confesó semanas más tarde que lo hizo por darle celos a Jackson, pero que él «ni siquiera se acercó a rescatarla».
Tras ganar el Globo de Oro a la mejor canción original con la canción «Masterpiece» en 2011, atrajo la crítica del cineasta David Furnish. Los medios interpretaron que era por la derrota de su esposo Elton John, quién competía por el galardón con su canción «Hello Hello», interpretada junto a Lady Gaga. Además, Furnish dijo: «Que Madonna gane el premio a la mejor canción original demuestra claramente que estos certámenes no tienen nada que ver con los méritos».

### El caso deShangai Surprise
El rodaje y el posterior lanzamiento de Shangai Surprise fue truncado por diversos factores. Uno de los motivos, fue por el temperamento y arranques de ira con los paparazzi de parte del coprotagonista y entonces esposo de Madonna, Sean Penn, así como sus continuos abandonos y ausencias en el set de filmación. Esto provocó que el presupuesto de la cinta se disparara y la pareja fuera objeto de constantes noticias por parte de los medios, lo que se tradujo como mala publicidad. George Harrison, el fundador de la productora HandMade Films tuvo que intervenir directamente viajando hasta China donde se rodaba el filme, lo que al final hizo que saliera en una pequeña escena de la cinta.
En una improvisada conferencia de prensa en el aeropuerto de Heathrwo, Harrison acusó a los reporteros de «portarse como bestias» y de provocar a Penn llamándole «Mr. Madonna». El hecho que George Harrison se enfrentara a la prensa llamó la atención de varios periodistas, como Conxa Rodríguez del diario español El País, quien escribió en su artículo del 10 de marzo de 1986, que el entonces productor no había concedido una conferencia de prensa desde 1974, cuando recién se había separado de The Beatles. Harrison culpó al matrimonio por el fracaso comercial de la cinta, que recaudó poco más de 2 millones dólares, contra un presupuesto de 17 millones. Años más tarde la cantante dijo que George le había enseñado más sobre cómo tratar a los periodistas que dé cómo hacer películas.
Con el fin de evitar que los críticos despedazaran la película, la distribuidora Metro-Goldwyn-Mayer limitó exhibirla a las grandes ciudades en los Estados Unidos, pues era más fácil que pasara desapercibida mientras recuperaban algo de inversión. No obstante, el filme obtuvo seis nominaciones a los Razzies, siendo Madonna la única ganadora en una de las categorías. Así inició su infame relación con los premios anti-Óscar. La película está considerada por muchos como una de las peores de los años 1980. Fue tal el impacto negativo de la cinta que la productora tuvo que declararse en bancarrota. Fernando Muñoz, redactor del diario ABC lo describió como un tropiezo «que terminó por arruinar el sueño de una gran productora».
El filme también representó el primer fracaso en la carrera de Madonna y marcó gran parte de su trayectoria interpretativa. El biógrafo Taraborrelli sugirió que fue como una píldora amarga para ella, pues hasta ese momento solo estaba acostumbrada a los éxitos y no a los fracasos. A raíz de esta película y de ¿Quién es esa chica? —que también fue un desastre crítico y comercial— su reputación como actriz se empañó. El crítico cinematográfico David Ansen, notó que en su siguiente papel, que fue Dick Tracy, su presencia fue minimizada ante el público al aparecer en cuatro de los 28 comerciales televisivos que Disney hizo para promocionar la cinta. Esto debido a que su figura no representaba o se percibía como un activo en el mundo del cine.

### El caso deTruth or Dare
En la cama con Madonna se convirtió en una cinta provocativa para algunos sectores por tratar temas tabúes y yuxtaponer imágenes católicas con coreografías sexualizadas. La Asociación Cinematográfica de Estados Unidos (MPAA, por sus siglas en inglés) le dio una calificación R por escenas como la felación que hace a una botella.
La actitud de la cantante también generó cierta polémica entre los medios. Llamó la atención por coquetearle tanto en la cinta como en público al actor Antonio Banderas frente a su entonces esposa Ana Leza. Warren Beatty, quien también hizo su aparición en la obra, amenazó con llevarla a los tribunales por el trato recibido en la cinta. Por otra parte, el actor Kevin Costner compró boletos para asistir con su familia a la gira que promocionaba el filme, el Blond Ambition World Tour. El documental muestra esta escena cuando Kevin se va acercando a su camerino para saludar a la artista y hacerle saber que su actuación estuvo «bonita». Pero al marcharse, ella hizo el gesto de meterse los dedos en su boca y aseguró que alguien que describa su actuación así, «se debería marchar». Naturalmente, el actor tras verse así mismo en esta escena rehusó hablar con Madonna por buen tiempo. 15 años más tarde, en otro concierto ella le pidió perdón ante el público y si bien él no habló directamente con la cantante, aceptó ante los medios su perdón.
Como consecuencia de esta escena, Madonna perdió la oportunidad de aparecer posiblemente en el rol protagónico e interpretar la banda sonora de The Bodyguard, pues Costner iba a ser uno de los productores ejecutivos del filme. El confesó que había considerado seriamente invitarla al casting antes de presentarse en su gira. De hecho, fue uno de los motivos que encontró para asistir al concierto, siendo parte de su investigación personal el sentir la atmósfera y ver los arreglos del detrás de escena. En aquel entonces, cuando la artista se enteró, hizo todo lo que pudo para ganárselo, pero Costner ya no estaba interesado. La gira como tal, también se vio envuelta en grandes escándalos sociales, especialmente con el Vaticano quienes la acusaron de «traer de regreso a Satanás a la Tierra».[cita requerida]  También fue amenazada por la policía de Canadá de ser arrestada si fingía masturbarse durante su presentación.

### El caso deEl cuerpo del delito
El cuerpo del delito fue una película donde la crítica no se cansó de rechazar y sirvió como referencia para sus detractores. Obtuvo la inusual clasificación NC-17, recién inaugurada en 1990 por la MPAA, misma que caracteriza a las cintas con dicha etiqueta al tener severas limitaciones comerciales. La propia cantante señaló que en su mayor parte, hay mucha hipocresía en lo que respecta a las clasificaciones en su país, pues dijo que es un «poco tonto que a los niños se les permita ver cómo matan y explotan a las personas; en cambio hacer el amor se considera una cosa malvada y horrible».
El productor ejecutivo Steven Deutsch se rehusó a recortar escenas del filme para alcanzar la calificación R, pues aseguró que se trataría de «la primera gran película NC-17» con la participación de una gran estrella: Madonna, «la mujer más famosa del mundo» en ese entonces. No obstante, no fue así y como consecuencia, la siguiente película que protagonizó, Dangerous Game se vio en cierta parte afectada. Incluso en países como Japón se le conoció como Body II. Aunque el papel de la cantante aquí es menor, el director Abel Ferrara la acusó de haber «matado» el filme. Él dijo: «Al público le gustó mucho la película, pero Madonna la mató. La habían vituperado tanto por El cuerpo del delito, que decidió adelantarse a los críticos y hablar mal de mi película. Lo irónico es que Madonna cosechó buenas críticas. Nunca se lo perdonaré». En los siguientes años, Abel continuó reprochándole y para 1997, estrenó The Blackout donde incluyó en su guion una referencia sobre la constante asociación de «Madonna-sexo» en la mente del público escenificada por Matthew Modine. También alude escenas de En la cama con Madonna.

### El caso deEvita
El anuncio, rodaje y posterior estreno de la película Evita provocó diversas tensiones, así como protestas sociales y políticas en Argentina, encabezadas por simpatizantes del peronismo de derecha e izquierda, quienes aseguraron defendían la memoria de Eva Perón, personaje en el que se basa la cinta y uno de los más queridos de la nación. Los opositores recogieron firmas para detener el estreno en suelo argentino. El presidente de la república de ese entonces, Carlos Menem declaró que consideraba «ofensiva» la idea y el proyecto, como también aseguró que no daría facilidades para el rodaje de la misma. No obstante, cambió de opinión una vez que los protagonistas llegaron al territorio y felicitó al elenco cuando Madonna y la película ganaron el Globo de Oro. La artista puso fin a un año de negociaciones para utilizar la Casa Rosada con una reunión privada que tuvo con Menem. De este encuentro dijo: «Cuando nos sentamos, su mirada recorrió cada milímetro de mi cuerpo. Parecía que iba a atravesarme. Un hombre muy seductor[…]». El elenco de la cinta fue propuesto como personas non grata en el Parlamento. Una de estas declaraciones de rechazo fue la siguiente:

Madonna no es actriz, aunque haya actuado en películas, y no tiene altura moral para encarnar a la abanderada de los pobres. Tampoco Banderas, que se hizo famoso en cintas que transcurren principalmente en la cama, puede interpretar al Che, el cual, en la película, es un injerto antojadizo en la historia de la época, dado que los tiempos no coinciden.

Tras llegar, Madonna recibió el acoso de los manifestantes con pancartas y consignias en las paredes de las ciudades argentinas que decían cosas como: «¡Viva Evita, Fuera Madonna!». La mayoría de los ataques iban dirigidos a ella, quien fue descrita como una hereje y sacrílega. El obispo Antonio Quarracino la etiquetó como «un insulto para todas las mujeres argentinas». Los servicios de inteligencia argentina preveían de hecho, ataques dirigidos a la cantante, aunque el Ministerio del Interior aseguró que «no pasaría de un huevo al aire». Aun así, las escenas en el exterior fueron reforzadas por el operativo de seguridad de la Policía Federal.

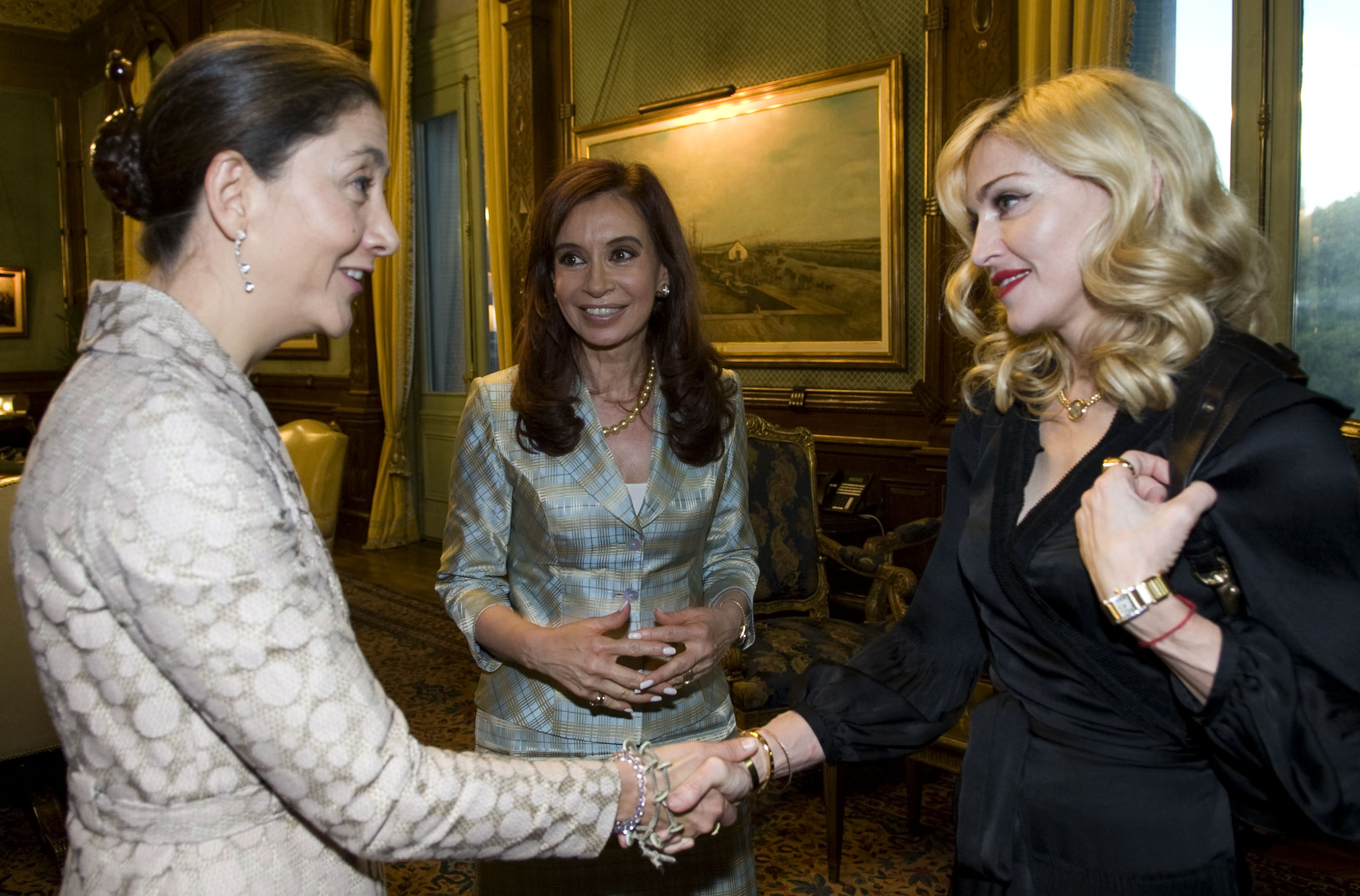
Íngrid Betancourt, Cristina Fernández de Kirchner y Madonna en la Casa Rosada de Argentina en 2008. Es uno de los lugares donde se filmó Evita.

Una vez estrenada la película en territorio argentino, se produjeron distintos incidentes y disturbios en varias salas de cine por causas como bombas de humo o vidrios rotos. Esto hizo que se suspendieran algunas funciones, aunque la mayoría se reanudaron a los pocos minutos después, por ser considerados «incidentes menores». Varios críticos, personalidades y medios de comunicación locales fueron invitados al estreno en Buenos Aires, pero muchos de ellos no asistieron por recibir diversas amenazas verbales y telefónicas. En otras funciones, los realizadores de la película no volvieron a girar invitaciones o retiraron las que ya habían hecho.
El vicepresidente Carlos Ruckauf llamó a la población a boicotear el filme. Tiempo después el director Alan Parker le llamó «ignorante» ya que ni siquiera había visto la cinta. Al igual que Ruckauf, varios manifestantes no vieron la película aunque ya tenían una opinión formulada, entre ellos los miembros del Comando de Organización del Movimiento Nacional Peronista. También recibió el rechazo por parte del grupo Juventud Peronista y de la Confederación General del Trabajo de la República Argentina, el mayor sindicato de la nación. Un exdirigente del sector femenino del movimiento peronista presentó una demanda contra el presidente Menem, por no cumplir su «obligación» de preservar el patrimonio cultural de la nación al permitir el rodaje de dicho proyecto. Las fuertes discusiones nacionales sobre la película e intercambio de palabras entre Parker con varios políticos y comentaristas, hizo que el director del filme declarara: «Amo a Argentina y a su gente, incluyendo a los periodistas, pero frente al tema de Eva Duarte tienen una pasión desenfrenada, que en un momento se convierte en histeria ignorante que impide que abran su mente a otras ideas».
Varias personalidades argentinas de la farándula, política y diversos medios reseñaron la película. En su mayoría, le dieron severas críticas, con el principal argumento: «Falta de rigor histórico», seguido de opiniones contra la actuación y la falta de unidad cinematográfica. Entre estos comentaristas se encontraban Julio Mahárbiz del Instituto Nacional de Cine y Artes Audiovisuales y Marcelo Figueras del periódico Clarín. Enrique Oliva, el historiador que se reunió con Madonna, reaccionó tras ver el metraje: «Pensé que la película iba a ser un homenaje a sus méritos. Y esto es una serie de increíbles insultos y ofensas. La verdad, no lo esperaba». El diario El cronista encontró igualmente una ofensa a la figura de Perón, además de ser para ellos una cinta «mal interpretada» y «superficial». Otros como el locutor Antonio Carrizo le dieron una crítica más favorable. Madonna escribió en su diario personal el proceso de filmación y la oposición que encontró tras llegar al país. Publicado luego en la revista Vainity Fair, también apuntó detalles como su estado de salud al enterarse de que estaba embarazada mientras realizaba la película, algo que presentó un desafío extra. Vera Bercovitz de Vanity Fair lo calificó como «el musical más controvertido de los noventa».
Por otra parte, varios notaron las pocas nominaciones que el filme, y principalmente la protagonista recibieron por parte de los premios Óscar. El propio director dijo al respecto: «Supongo que hubo una reacción en contra de Madonna por parte de los miembros de la Academia, que no querrían premiar a alguien que venía del mundo del pop. Pero no tengo ninguna duda de que se merecía más. Quizá se merecía, como Eva Perón, dejar su huella en la historia». Según varios medios, la actriz Meryl Streep, quien había audicionado para el papel de Evita, dijo: «Yo canto mejor que ella. Si Madonna obtiene ese papel, ¡le arrancaré la garganta!». No obstante, desmintió esto en una entrevista de 2008. Aun así, la simple elección de Madonna para protagonizar este papel provocó ríos de tintas en los periódicos de la época, principalmente por su pasado provocador.

### El caso deBarridos por la marea
La directora Lina Wertmüller dijo que el fracaso de la adaptación que hizo el matrimonio a su película de 1974 con Barridos por la marea, le haría difícil recaudar el financiamiento para su propia secuela. A esto, se le suma lo que J. Randy Taraborrelli observó respecto a las críticas hirientes que recibió Madonna, pues resultaron ser más entretenidas que la cinta en sí. El desastre financiero de la película, en el que ambos habían invertido tanto (costó 10 millones y se recaudó poco más de medio millón) provocó tensiones entre el matrimonio de la cantante y Guy Ritchie. Madonna le reprochó a Guy de haberla hecho salir de una manera poco halagadora en la cinta. Taraborrelli asegura que con el tiempo, para Ritchie el fracaso de la película se convirtió en noticia vieja, mientras su esposa no pudo evitar aferrarse al dolor y decepcionarse un poco más, porque después de todo, «siempre quiso ser tomada en serio como actriz». El autor de referencia mencionó que había dado un paso grande en ese sentido con Evita, pero tras el estreno de Barridos por la marea, dio un gigantesco paso hacia atrás.
Hasta ese entonces, había participado en unas 16 películas, por lo que según Taraborrelli, no pudo evitar sentirse mal por la respuesta a su carrera cinematográfica. Citó la anécdota de un amigo de Madonna quien tuvo una pequeña conversación telefónica con ella, en la que ambos hablaban sobre la recepción crítica que enfrentó tras el estreno de esta cinta. Según sus palabras, la artista dijo en lo que él recuerda: «Todavía no entiendo la crueldad. ¿No te gusta? Bien ¿Pero por qué ser tan cruel al respecto?. Todavía no lo he superado». La periodista Liz Smith señaló que con este filme, llegó a su punto más bajo en su carrera cinematográfica. Nigel Smith de The Guardian dijo que la cinta torpedeó su reputación como actriz de una vez por todas. Taraborrelli reflexionó: «Es como si esa película bien intencionada la hubiera arruinado en Hollywood».

## Legado

### Aspecto sociocultural
Su participación en el cine ha despertado un interés académico como resultado de los Madonna Studies y los estudios fílmicos (film studies) para distintas disciplinas y teorías. En 1997, el profesor Stan Hawkins para la Universidad de Leeds destacó que al igual que el resto de su obra, sus cintas se prestan «para analizar las narrativas políticas, sociales y culturales de finales del siglo XX». Aparte de brindar contexto a diversos análisis sociológicos, su incursión al cine también ha servido para dar una perspectiva del crossover que hacen muchos músicos en la cinematografía. Aunque si bien es cierto que muchas estrellas del pop incursionan en la gran pantalla, hay varios autores que destacan el caso de la cantante de «único» y «peculiar».
Un punto destacado a través de sus cintas han sido los análisis a su «personaje» y su compleja personalidad. En la cama con Madonna es un ejemplo cumbre sobre esto, pues según el periodista Joaquín Luqui, aquí se escudriñó su carácter «haciendo correr ríos de tintas». La biógrafa Laurent Poret destacó que el personaje escénico de la cantante, «fue un invento [y] una poderosa proyección alimentada por un régimen infantil de películas de Hollywood, musicales de Broadway y poesía poco convencional».
Los autores del libro Bitch She's Madonna (2008) dedicaron un capítulo en la obra sobre estos puntos. Señalaron que estas producciones (películas y videoclips) «han construido la ambigüedad de su personaje y a su efectividad para insertar referencias estéticas y culturales que articulen un discurso amplio y con múltiples interpretaciones de su personaje». La justificación de Juan Sanguino para Vanity Fair es la siguiente:

Casi todas las películas de Madonna son espantosas. En la mayoría actúa regular tirando a mal. ¿Por qué detenerse a analizar su filmografía entonces? Porque se trata de un caso único en Hollywood. Ella es consciente del desastre, pero no le importa. Sabe que va a sobrevivir. Por un lado, parece que se nutre de las críticas, porque es mejor que hablen mal de ella a que no hablen en absoluto. Por otro, no es que Madonna haya buscado deliberadamente malos guiones para recitarlos con desgana, sino que simplemente ha priorizado otros aspectos: necesitaba estar siempre en control para que cada película inmortalizase la imagen de sí misma que ella quería dar en cada momento. Y funcionó, aunque casi nadie viera la película en cuestión, todo el mundo le prestó la suficiente atención para identificar la reinvención de turno. Todo el mundo le hizo caso, y eso es lo que importa.

Omar Ramos, corresponsal del diario Milenio, mencionó que con cada uno de sus documentales, le inspira a ser mejor, mientras destacó que «todo le debemos a Madonna más de lo que creemos», esto incluye a mujeres, hombres, homosexuales etc. En la cama con Madonna tuvo y sigue teniendo un profundo impacto en la cultura contemporánea, lo que ayudó a cambiar la industrial musical en muchos aspectos. Por ejemplo, dio visibilidad a la comunidad LGBT en plena crisis del VIH/sida y se convirtió en el primer filme comercial con temática gay vista en la vida de miles de personas alrededor del planeta. Gracias a esto, muchos filmes con referencias gay recibieron la aceptación del público. También ayudó a popularizar los conceptos de telerrealidad y del culto a las celebridades. Su influencia va más allá de la cultura popular, pues ha sido objeto de interés de cómo la música pop y los derechos feministas se han desarrollado desde principios de la década de 1990. Más de un medio mencionó que su participación en Evita popularizó la política de la República Argentina, ya que al menos antes de ella no muchos sabían del general Perón.
Por otra parte, Sean Mooney director de la firma japonesa de TBWA Worldwide, escribió que la participación de la cantante en el comercial para Mitsubishi de 1987, revitalizó la aparición de celebridades extranjeras en los anuncios de Japón. Muchos clientes exigieron a las agencias publicitarias realizar campañas con músicos extranjeros para lograr los mismos resultados dramáticos del tándem Mitsubishi-Madonna. La compañía Mitsubishi Electric se sorprendió por la recepción al spot, que si bien el objetivo era impulsar su nuevo producto, la apariencia y participación de la artista significó más que eso. Su presencia borró de la noche a la mañana la imagen de la compañía de estar safe but bland. Esto duplicó en un 13 % la intromisión de la empresa en el mercado nacional de videograbadoras. Por otro lado, el comercial que realizó para Pepsi si bien fue retirado y se emitió una sola vez en la mayoría de las naciones, ha sido un elemento histórico bastante estudiado en la publicidad y en otras disciplinas. Está considerado como un hito e «himno a las capacidades globales de la era de la reproducción electrónica». Los historiadores destacaron la unión de compañía-artista: Pepsi, al ser una compañía «poderosa» parte del Fortune 500 y Madonna que en aquel entonces era catalogada «la mujer más famosa del mundo» como dijo la educadora Nancy J. Vickers. La encuesta de Ad Age constató que es «el anuncio más recordado» y representó la compra de medios más grande de un día en la historia de la publicidad.

### Tendencias culturales y logros artístico-comerciales
Madonna impuso muchas tendencias de moda y culturales con varias de sus películas, mientras algunas prendas fueron a subastas en casas como la Julien's Auctions. La actriz hindú Kangana Ranaut usó un sujetador en una película muy parecido al que usó la cantante y Sushmita Sen la llamó su «ícono del estilo». Tras el estreno de Buscando a Susan desesperadamente se hizo popular entre las jóvenes de todo el mundo los pantalones de cuero, moños, broches, crucifijos, aretes largos y cinturones gruesos que años después, son elementos que se siguen utilizando. El profesor de estudios sobre cine, David Desser destacó que si bien «es posible que el éxito de Madonna como actriz nunca coincida con sus logros como intérprete musical, su impacto en la moda despegó tras este largometraje». Asimismo, la cinta se convirtió en objeto de culto entre los jóvenes y feministas. En la cama con Madonna también ha sido una obra de culto, especialmente entre sus fanáticos y la comunidad queer. Con el tiempo otras películas como El cuerpo del delito lograron un estatus de culto, a pesar de haber sido vilipendiada por los críticos cinemáticos.
La también actriz estableció varios récords en el mundo cinematográfico, como haber ingresado al Libro Guiness de los Récords por Evita al mayor cambios de vestuarios en una cinta, con unas 85 veces en total. En la cama con Madonna se convirtió en el documental más taquillero jamás filmado por más de una década. Ella es una de las 1000 personas que más ha recaudado en taquilla según Box Office Mojo. No obstante, posee el récord al mayor número de premios Golden Raspberry ganados, con nueve victorias de 15 nominaciones, entre ellos a la peor actriz del siglo xx. Matt Singer del canal de televisión IFC la llamó la «Reina de los Razzies». El sitio Idolator la ubicó como número uno entre las «5 estrellas del pop que no deberían de actuar». La revista Complex la ubicó entre «Las 50 actrices malas más calientes de todos los tiempos».

### Referencias en la cultura popular

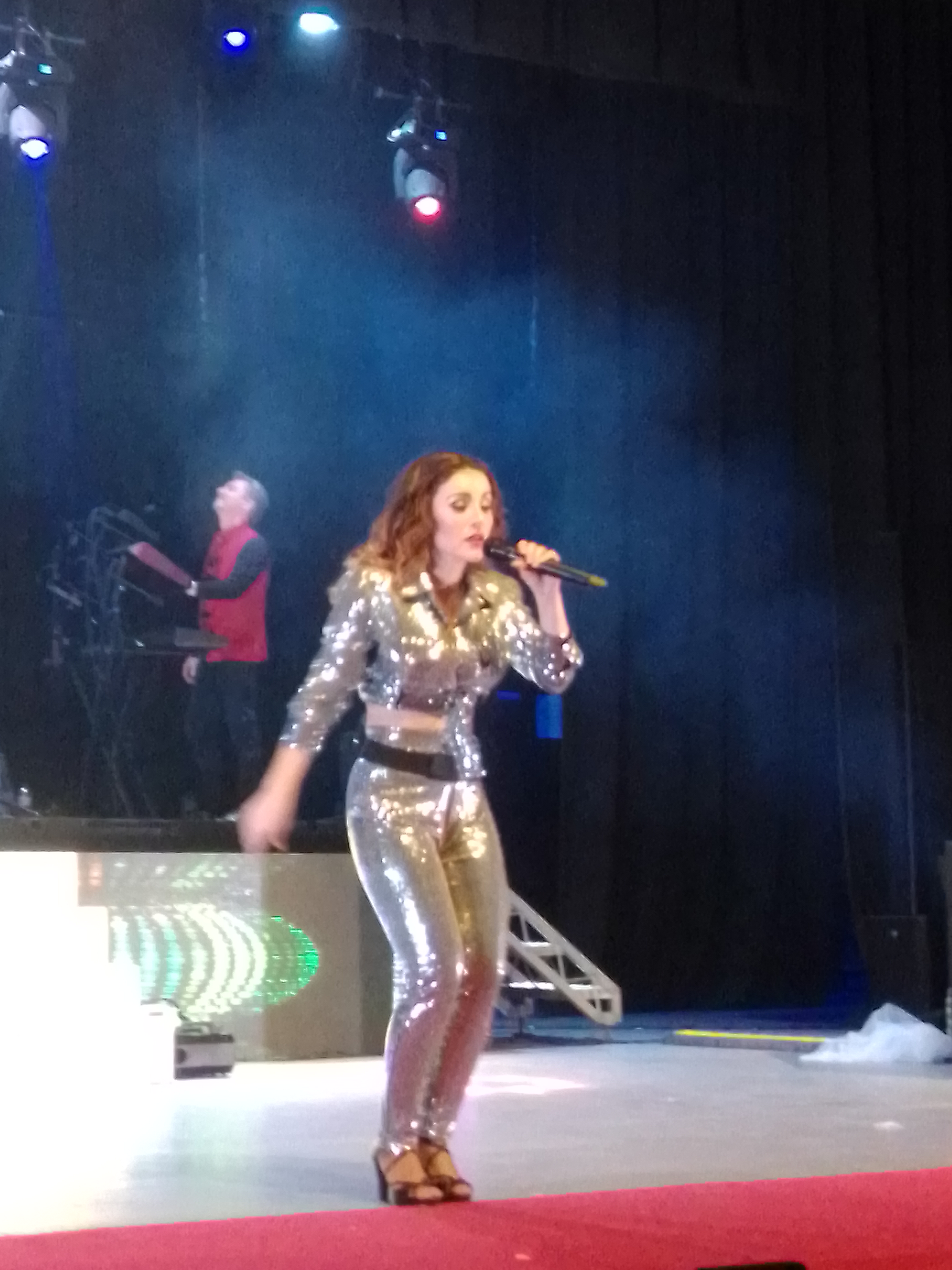
Claudia Molina en el performance de la obra de teatro musical, Remember tributo a Madonna.